# Le Bourget (Seine-Saint-Denis)
Pour les articles homonymes, voir Le Bourget.
Le Bourget est une commune française située dans le département de la Seine-Saint-Denis en région Île-de-France.
Petit village avant l'industrialisation, le Bourget a connu quelques batailles pendant la guerre franco-allemande de 1870. Néanmoins, la commune est surtout connue pour accueillir l'aéroport de Paris-Le Bourget, qui est ouvert au trafic national et international commercial non régulier et aux avions privés. Ouvert en 1919, il est le premier aéroport civil de Paris et reste le seul jusqu'à la construction de l'aéroport d'Orly.
L'histoire de la ville est d'ailleurs fortement liée à l'aéronautique. Le Bourget abrite par ailleurs le musée de l'Air et de l'Espace et accueille tous les deux ans le salon international de l'aéronautique et de l'espace de Paris-Le Bourget.

## Géographie

### Localisation

Vue de la commune du Bourget en rouge sur la carte de la « Petite couronne » d'Île-de-France.

Le Bourget est une commune de la banlieue nord de Paris. Elle se situe à vol d'oiseau à 7 kilomètres des boulevards des Maréchaux à Paris, et à 10,4 kilomètres au nord-est de la cathédrale Notre-Dame de Paris, centre de la capitale française.
La ville se situe également à une dizaine de kilomètres de l'aéroport de Paris-Charles-de-Gaulle et fait partie de la zone économique de l'aéroport du Bourget.
La commune est située dans la région naturelle du pays de France, dans sa partie méridionale, et qui est aujourd'hui fortement urbanisée.

### Communes limitrophes
La ville est limitrophe de Dugny, La Courneuve, Drancy et Le Blanc-Mesnil.
|              | Dugny   |                 |
| La Courneuve | Bourget | Le Blanc-Mesnil |
|              | Drancy  |                 |

### Géologie et hydrographie

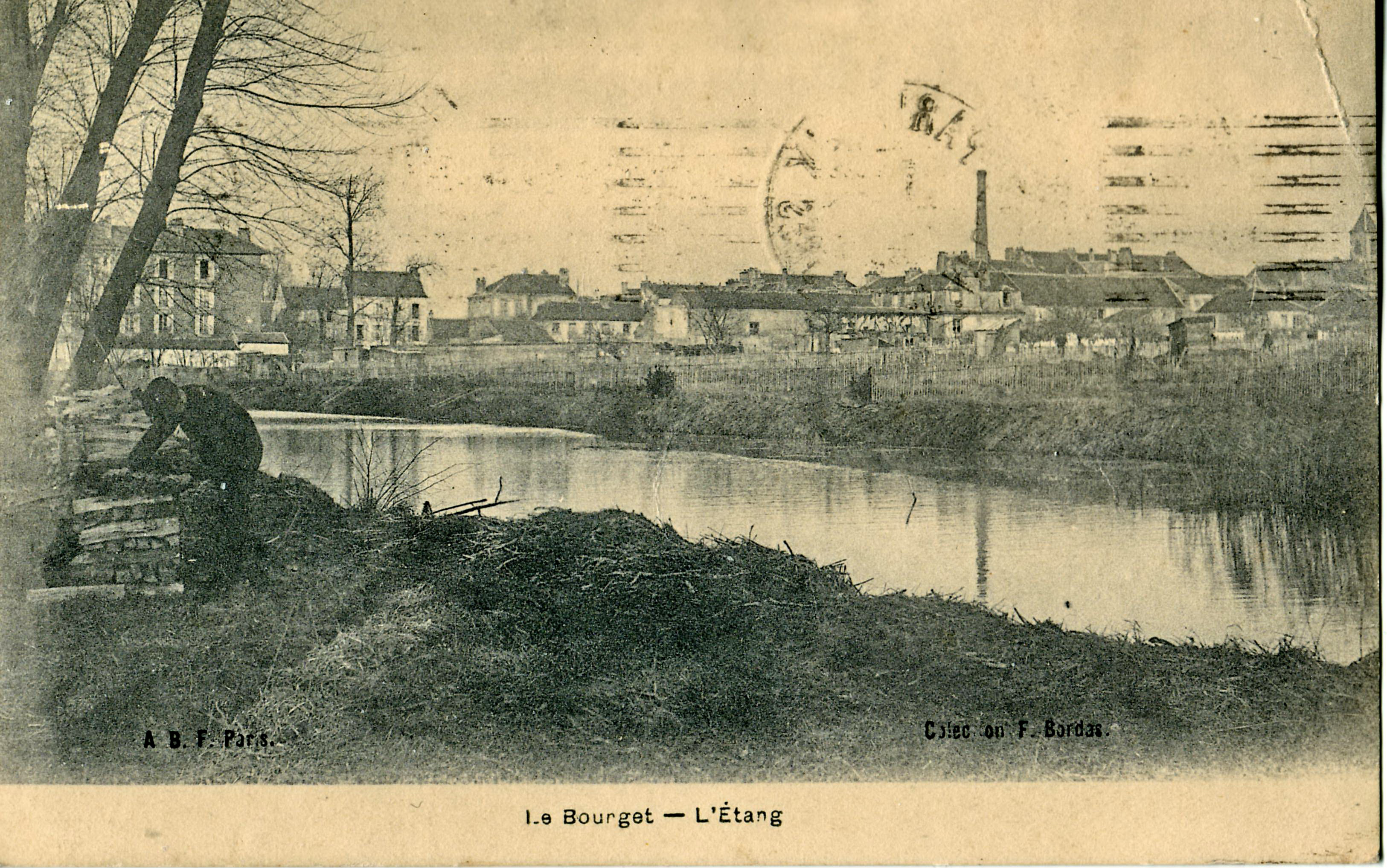
L'ancien étang du Bourget.

À l'époque glaciaire, les berges et les lits de la Marne et de la Seine recouvraient entièrement la ville. Aussi le sol de la commune est-il composé en partie de limons et de marnes.
Avant son industrialisation et l'urbanisation, la ville était quelque peu marécageuse et possédait même un étang.
Un ruisseau aujourd'hui busé, la Molette, traversait la ville avant de se jeter dans le Rouillon à Dugny. Il servait de séparation entre Le Blanc-Mesnil et Le Bourget.

### Climat
Pour des articles plus généraux, voir Climat de l'Île-de-France et Climat de la Seine-Saint-Denis.
En 2010, le climat de la commune est de type climat océanique altéré, selon une étude du CNRS s'appuyant sur une série de données couvrant la période 1971-2000. En 2020, Météo-France publie une typologie des climats de la France métropolitaine dans laquelle la commune est toujours exposée à un climat océanique altéré et est dans la région climatique Sud-ouest du bassin Parisien, caractérisée par une faible pluviométrie, notamment au printemps (120 à 150 mm) et un hiver froid (3,5 °C).
Pour la période 1971-2000, la température annuelle moyenne est de 12,3 °C, avec une amplitude thermique annuelle de 15,4 °C. Le cumul annuel moyen de précipitations est de 650 mm, avec 10,4 jours de précipitations en janvier et 7,5 jours en juillet. Pour la période 1991-2020, la température moyenne annuelle observée sur la station météorologique la plus proche, située sur la commune de Bonneuil-en-France à 4 km à vol d'oiseau, est de 12,1 °C et le cumul annuel moyen de précipitations est de 616,3 mm,. Pour l'avenir, les paramètres climatiques de la commune estimés pour 2050 selon différents scénarios d'émission de gaz à effet de serre sont consultables sur un site dédié publié par Météo-France en novembre 2022.
| Mois                                  | jan.             | fév.             | mars            | avril           | mai             | juin           | jui.           | août           | sep.           | oct.            | nov.            | déc.             | année      |
| ------------------------------------- | ---------------- | ---------------- | --------------- | --------------- | --------------- | -------------- | -------------- | -------------- | -------------- | --------------- | --------------- | ---------------- | ---------- |
| Température minimale moyenne (°C)     | 2,3              | 2,1              | 4,2             | 6,3             | 9,8             | 13             | 14,9           | 14,6           | 11,5           | 8,8             | 5,2             | 2,8              | 8          |
| Température moyenne (°C)              | 4,9              | 5,4              | 8,4             | 11,2            | 14,7            | 18             | 20,2           | 20             | 16,5           | 12,7            | 8,1             | 5,4              | 12,1       |
| Température maximale moyenne (°C)     | 7,5              | 8,7              | 12,6            | 16,1            | 19,6            | 23             | 25,5           | 25,4           | 21,5           | 16,5            | 11,1            | 7,9              | 16,3       |
| Record de froid (°C) date du record   | −18,2 17.01.1985 | −16,8 14.02.1956 | −9,6 07.03.1971 | −3,7 01.04.1931 | −1,6 06.05.1957 | 0,9 13.06.1935 | 3,5 09.07.1929 | 1,9 01.08.1923 | 0,1 24.09.1931 | −5,6 30.10.1985 | −9,5 28.11.1921 | −15,1 16.12.1925 | −18,2 1985 |
| Record de chaleur (°C) date du record | 16,1 27.01.03    | 20,8 28.02.1960  | 25,5 31.03.21   | 31,9 18.04.1949 | 35 24.05.1922   | 36,9 27.06.11  | 42,1 25.07.19  | 40,2 12.08.03  | 35,3 09.09.23  | 29,4 04.10.1921 | 21,3 08.11.15   | 17,2 16.12.1989  | 42,1 2019  |
| Ensoleillement (h)                    | 574              | 737              | 1 293           | 171             | 1 894           | 203            | 2 132          | 2 064          | 1 616          | 1 113           | 637             | 543              | 16 342     |
| Précipitations (mm)                   | 46,8             | 41,1             | 43,9            | 43,1            | 60,5            | 53,8           | 56,3           | 52,5           | 44,6           | 56,7            | 53,6            | 63,4             | 616,3      |

### Paysages
Le Bourget dispose de plusieurs espaces verts, le plus important étant le square Charles-de-Gaulle, parc de l'ancienne cristallerie du Bourget. Viennent ensuite les squares Lucien-Archambault, Charles-Corre et Little-Falls. Ce dernier a été baptisé en l'honneur de la ville de Little Falls, avec laquelle la commune du Bourget est jumelée. Aux portes de la commune se trouve le parc Georges-Valbon. Appelé avant 2010 le parc départemental de La Courneuve, c'est un site appartenant au réseau Natura 2000.

## Urbanisme

### Typologie
Au 1er janvier 2024, Le Bourget est catégorisée grand centre urbain, selon la nouvelle grille communale de densité à sept niveaux définie par l'Insee en 2022.
Elle appartient à l'unité urbaine de Paris, une agglomération inter-départementale regroupant 407  communes, dont elle est une commune de la banlieue,,. Par ailleurs la commune fait partie de l'aire d'attraction de Paris, dont elle est une commune du pôle principal,. Cette aire regroupe 1 929 communes,.

### Occupation des sols
| Type d’occupation           | Pourcentage | Superficie (en hectares) |
| --------------------------- | ----------- | ------------------------ |
| Espace urbain construit     | 91,4 %      | 192,19                   |
| Espace urbain non construit | 8,4 %       | 17,64                    |
| Espace rural                | 0,2 %       | 0,49                     |
| Source : Iaurif             |             |                          |

Les 210,32 hectares de la commune sont principalement répartis en 2008 pour l'habitat individuel et l'habitat collectif, qui couvrent respectivement 40,90 ha et 31,96 ha. Ils sont également couverts par les voies de transports (rues, voies ferrées...) avec 44,12 ha, et par les entreprises (incluant bureaux, commerces...) avec 51,98 ha. Les espaces verts couvrent 8,74 ha de la commune soit près de 4,2 % de son territoire. Les équipements sportifs ouverts couvrent eux 6,14 ha et quant aux autres équipements (de loisir et culturel, de santé, d'enseignement...) ils occupent 10,31 ha de la ville.

### Morphologie urbaine

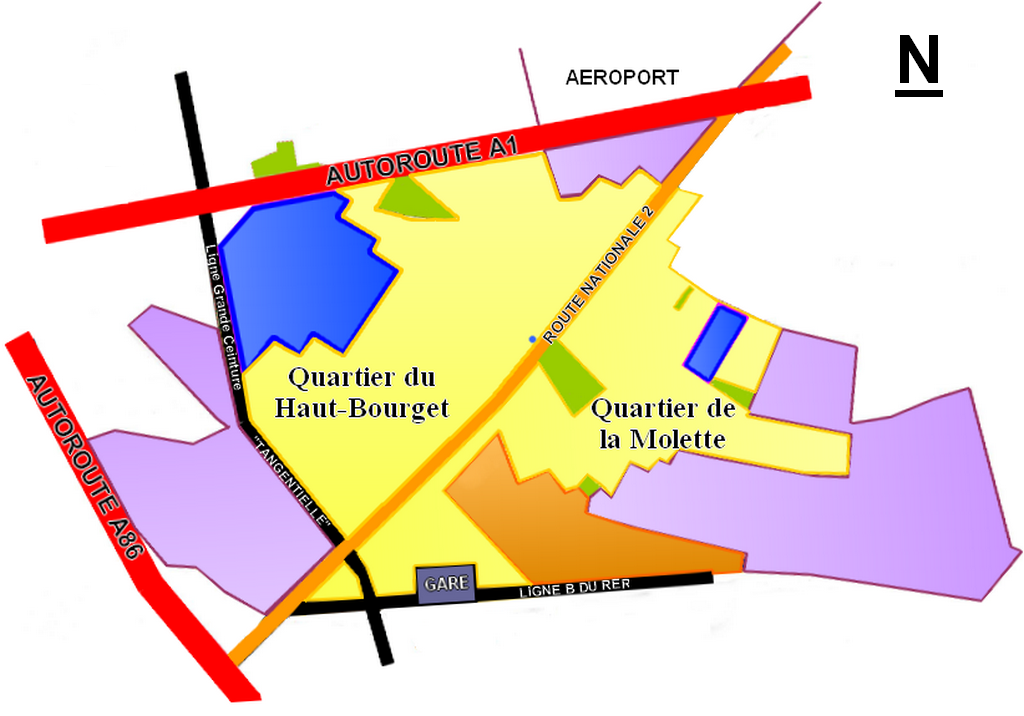
Plan du Bourget, quartiers et occupation des sols.
En jaune, zones d'habitation.
En orange, ZAC et quartier nouveau.
En violet, zones industrielles.
En bleu, zones d'équipements collectifs.
En vert, espaces verts et cimetière.

De manière plutôt informelle, la ville du Bourget est divisée en deux quartiers par la RN 2 dénommée avenue de la Division-Leclerc au Bourget. Il y a à l'est, le quartier de la Molette, qui est limitrophe de Drancy et du Blanc-Mesnil et qui comprend la gare du Bourget. Quant au quartier du Haut Bourget, il se situe à l'ouest, il est ainsi limitrophe de Dugny et de La Courneuve ; il comprend l'hôtel de ville et l'aéroport du Bourget. Le Bourget est composé de nombreuses zones industrielles, notamment à proximité de l'aéroport au nord avec le parc des Expositions mais également à divers endroits de la ville : au sud-est, se trouvent les zones industrielles de l'Actipole et Le Vaillant et à l'ouest les zones industrielles de La Bienvenue et Hélène-Boucher. Au sud, toute une zone du quartier de la Molette est en plein réaménagement urbain, avec un quartier nouveau qui s'est créé entre 2003 et 2008 et avec la zone d'aménagement concerté (ou ZAC) du Commandant-Rolland,.

### Habitat et logement
En 2020, le nombre total de logements dans la commune était de 7 008, alors qu'il était de 6 853 en 2015 et de 6 499 en 2010.
Parmi ces logements, 88,8 % étaient des résidences principales, 1,3 % des résidences secondaires et 10 % des logements vacants. Ces logements étaient pour 16 % d'entre eux des maisons individuelles et pour 82,3 % des appartements.
Le tableau ci-dessous présente la typologie des logements au Le Bourget en 2020 en comparaison avec celle de la Seine-Saint-Denis et de la France entière. Une caractéristique marquante du parc de logements est ainsi une proportion de résidences secondaires et logements occasionnels (1,3 %), légèrement supérieure à celle du département (1,2 %) mais inférieure à celle de la France entière (9,7 %). Concernant le statut d'occupation de ces logements, 38,7 % des habitants de la commune sont propriétaires de leur logement (42,9 % en 2015), contre 38,2 % pour la Seine-Saint-Denis et 57,5 pour la France entière.
| Typologie                                               | Le Bourget | Seine-Saint-Denis | France entière |
| ------------------------------------------------------- | ---------- | ----------------- | -------------- |
| Résidences principales (en %)                           | 88,8       | 92,7              | 82,1           |
| Résidences secondaires et logements occasionnels (en %) | 1,3        | 1,2               | 9,7            |
| Logements vacants (en %)                                | 10         | 6,1               | 8,2            |

La commune, tenue par l'article 55 de la loi SRU de disposer d'au moins 25 % de son parc de résidences principales constitué de logements sociaux, respecte ses obligations.

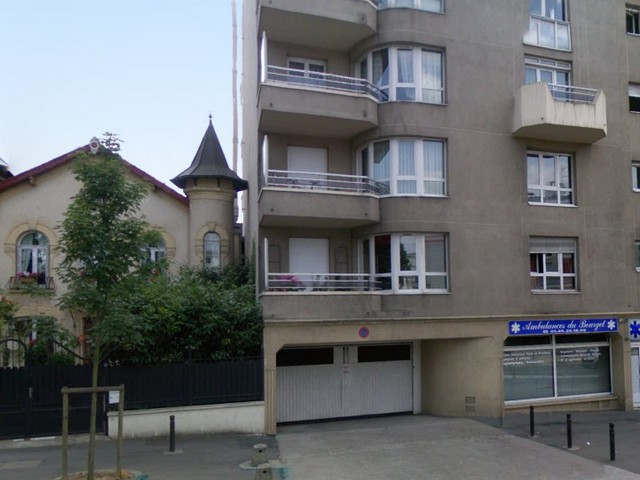
Les différents types de logements, avenue Jean-Jaurès.
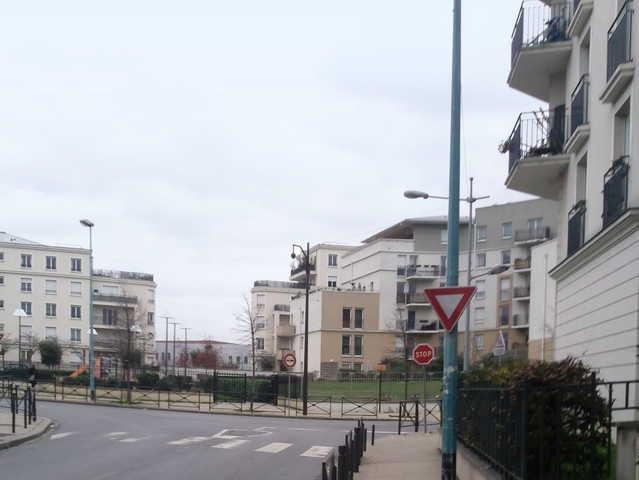
Le petit square Little-Falls, le nouveau quartier et la ZAC du Commandant Rolland.

### Projets d'aménagement
Pour assurer la continuité des déplacements entre le village des médias à Dugny et le site des compétitions d'escalade du Bourget à l'occasion des Jeux olympiques d'été de 2024, la Solideo est chargée de construire un franchissement accessible aux piétons et aux vélos entre les deux sites au-dessus de l'autoroute A1. La passerelle aboutit au parc des sports, vers la rue de l’Égalité,.

### Voies de communication et transports

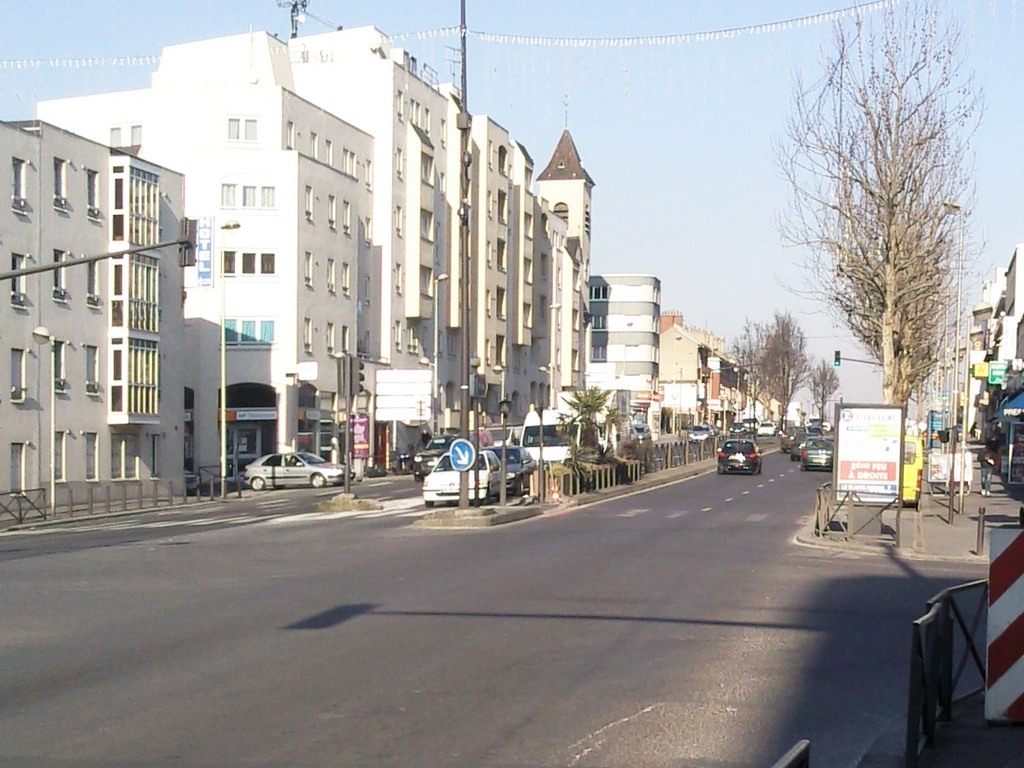
L' ex-RN 2 au Bourget.

#### Réseaux routiers
La ville est desservie par la route départementale RD 932 et la RD 30 ainsi que par l'autoroute A1, l'autoroute du Nord, qui était en 2008 l’autoroute française la plus fréquentée. Le Bourget est également situé à proximité de l'autoroute A86. Les axes majeurs pour se déplacer au Bourget sont l'avenue de la Division-Leclerc (RD 932) et l'avenue Jean-Jaurès (RD 30).

#### Transports en commun
Située en zone 3, Le Bourget est desservie par les transports ferroviaires, avec le RER B à la gare du Bourget, et aussi par plusieurs lignes d'autobus.
La ville est traversée par plusieurs voies ferrées : 
- Depuis 1863, elle est reliée à Paris par la gare du Bourget, sur la ligne de La Plaine à Hirson et Anor, exploitée par le RER B depuis 1977. Cette ligne est également  utilisée par la Ligne K du Transilien et les TER Picardie ; elle devrait l'être dès 2023 par le CDG Express[réf. souhaitée].
- Depuis le 1er juillet 2017, la ville est également desservie, à la gare du Bourget, par le T11 qui longe la ligne de fret de la Grande Ceinture.

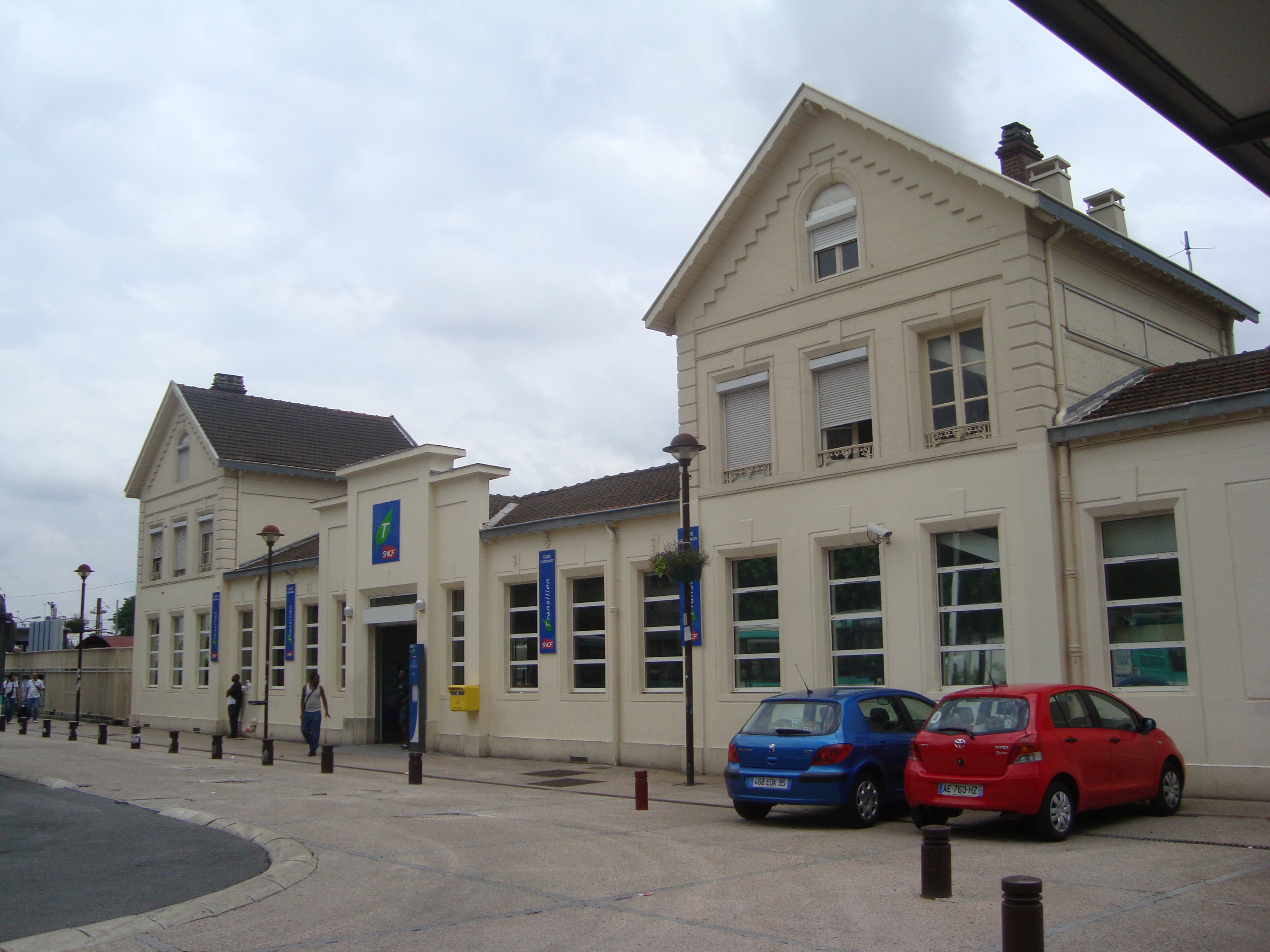
La façade rénovée de la gare du Bourget en 2010.

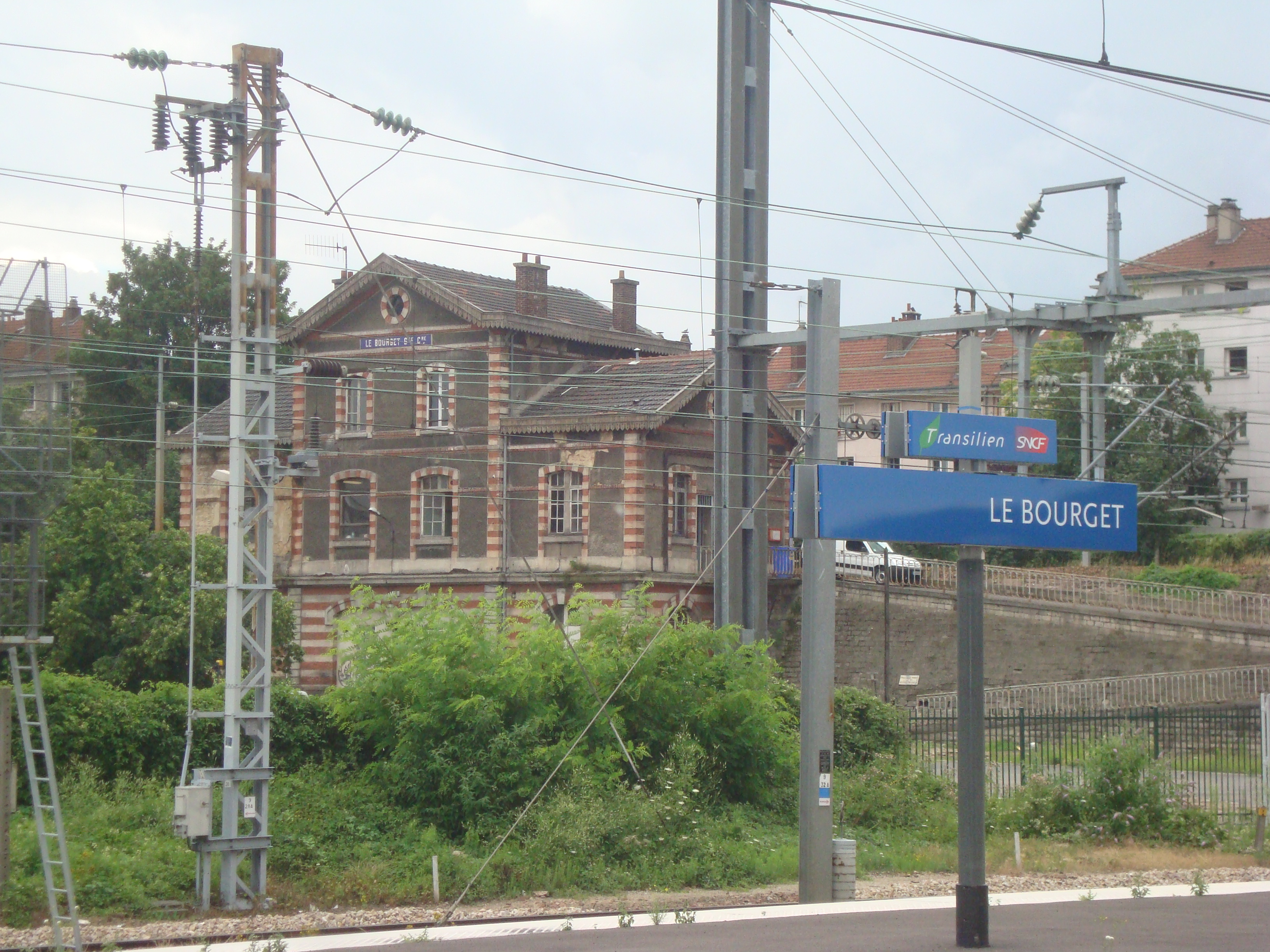
La gare du Bourget Grande Ceinture.

Ces trois lignes ferroviaires servent également au transport de fret. Le Bourget dispose en effet d'une gare de triage située principalement sur son territoire.
Le Bourget est desservie par :
- quatre lignes du réseau RATP (les bus 133, 143, 146, 152) ;
- trois lignes du réseau de bus Terres d'Envol (les bus 607, 609 et 703) ;
- une ligne du réseau Noctilien (le N42).

#### Projets de transports
Le Bourget est concerné par les projets de lignes 16 et 17 du Grand Paris Express.
Le prolongement de la ligne 7 du métro de Paris jusqu'au Bourget avec une station à la gare du Bourget et une autre au Musée de l'Air et de l'Espace est un projet ancien mais aujourd'hui non financé ni programmé.

#### Transports aériens

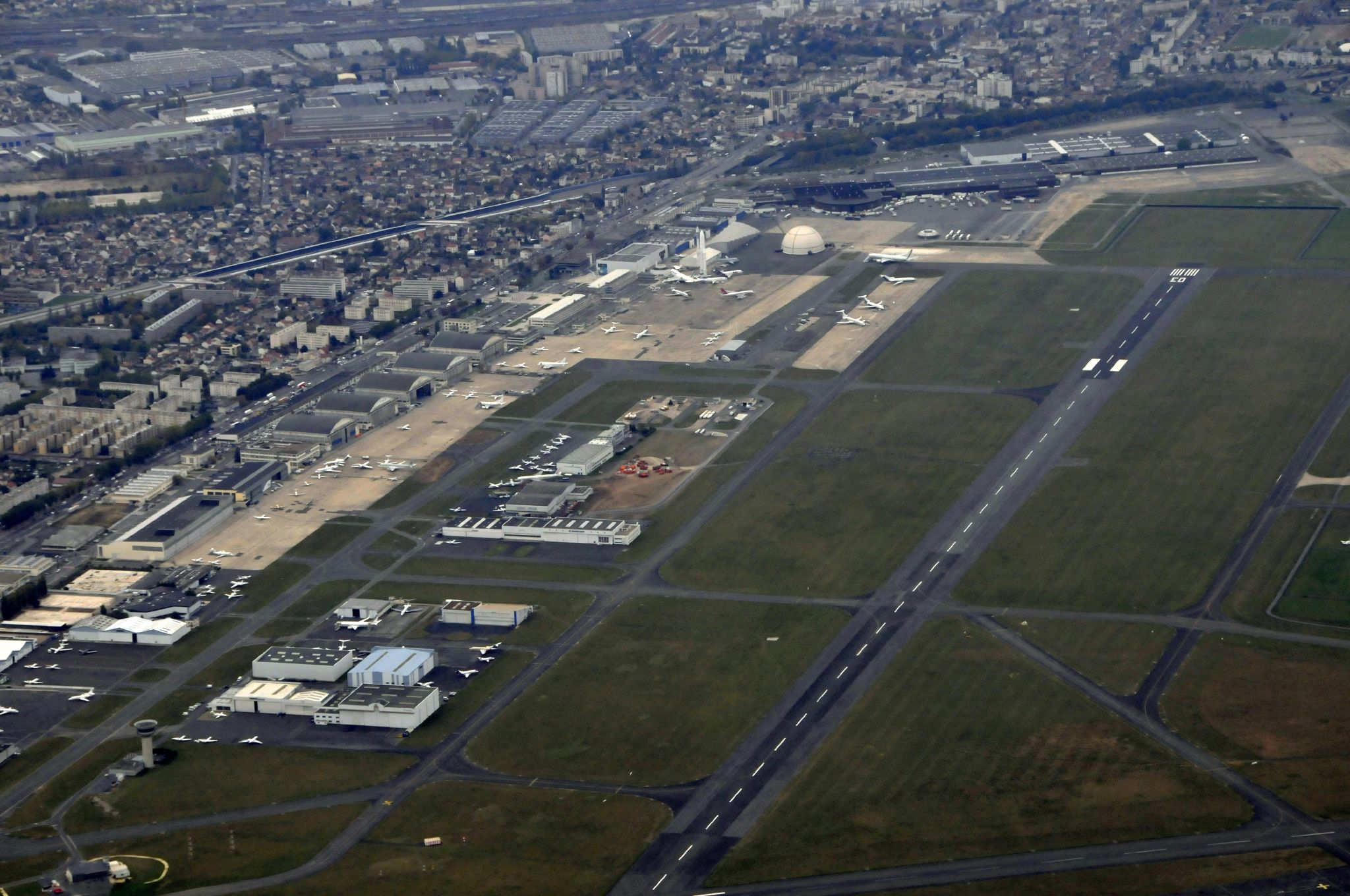
Le tarmac de l'Aéroport de Paris Le Bourget.

L'aéroport du Bourget est situé en partie sur le territoire de la commune. Il est géré par Aéroports de Paris. L'aéroport est ouvert au trafic national et international commercial non régulier, aux avions privés, à l'aviation générale, aux IFR et aux VFR avec certaines restrictions. Il est le premier aéroport d'aviation d'affaires en Europe.
Situé à 13 kilomètres au nord-est de Paris, il occupe une superficie de 550 hectares, répartis sur quatre communes et deux départements : la Seine-Saint-Denis (Le Bourget et Dugny) et le Val-d'Oise (Bonneuil-en-France et Gonesse).

## Toponymie
Bourget est le diminutif de bourg, avec le sens de « petit village ou de petit hameau ».

## Histoire

### Préhistoire et Antiquité
À l’époque gallo-romaine, un chemin fort fréquenté se situe près de l’emplacement actuel du Bourget. C'est donc tout naturellement que des hommes s'installent sur le territoire actuel de la commune.

### Moyen Âge
La première mention du lieu date de 1134, lorsque Louis VI cède la terre du Bourget à l'abbaye de Montmartre. Le Bourget est alors un village agricole relié à Paris par la route des Flandres, ancienne voie romaine.
Au XIe siècle, l'ancien hameau de Burgellum possède une léproserie. Le Bourget abritait également des tavernes sur la route des Flandres dès le XIe siècle, et un relais de poste créé au XVe siècle,. Des chevaux loués au niveau de l'actuelle avenue Jean-Jaurès, renforçaient les attelages des charrois montant la rue de Flandre jusqu'au-delà de l'église Saint-Nicolas.

### Temps modernes

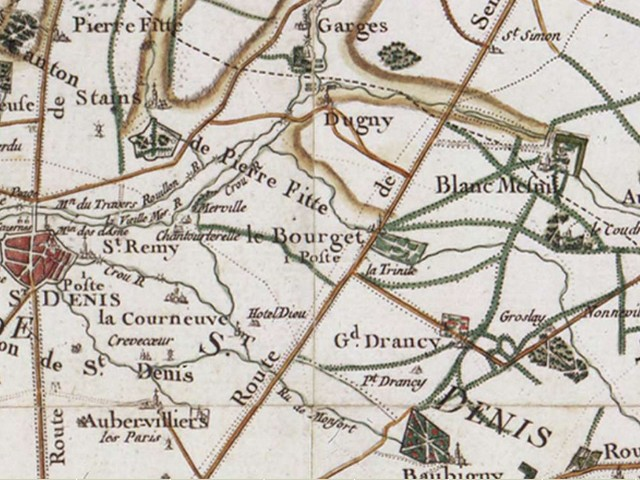
Carte de Cassini du Bourget et ses environs vers 1780.

En 1573, les religieuses de Montmartre échangent 60 livres de rente à prendre sur le Bourget avec Antoine de Brolly, seigneur du Ménil.
À partir de la fin du XVIe siècle, la seigneurie du Bourget est le plus souvent regroupée avec celle de Blanc-Mesnil. En 1580, Nicolas Potier est ainsi seigneur du Bourget, de même que René Potier l'un de ses descendants, qui porte le titre de seigneur du Blanc-Mesnil et du Bourget en 1646-1680,. Jusqu’en 1700, le village est en effet sous l’obédience des châtelains du Blanc-Mesnil, mais à la mort de mademoiselle de Blanc-Mesnil, la dernière héritière, le Bourget décide d’autorité d’accéder à l’autonomie administrative et de se séparer de la tutelle de la paroisse de Dugny.

### Époque contemporaine

#### De la Restauraition au Second Empire
En 1860 est mise en service la premiere section de la Ligne de La Plaine à Hirson et Anor (frontière), entre la  gare de Paris-Nord à la gare de Sevran, et la station du Bourget - Drancy est ouverte en 1863, favorisant le développement de la commune et de ses industries.

#### La guerre de 1870
Lors de la Guerre franco-allemande de 1870 et du siège de Paris, le Bourget va être annexé vers septembre 1870 par l'armée prussienne et va être le lieu d'une anecdote mais surtout de plusieurs affrontements :
Le 17 octobre 1870, le ballon monté baptisé Liberté est emporté, vide, par le vent violent de l'usine à gaz de la Villette à Paris alors assiégé. Il échappe aux aéronautes et s'échoue au Bourget après avoir parcouru 11 km. Les restes du ballon sont récupérés par les Prussiens.
Du 28 octobre au 30 octobre 1870, le Bourget est le théâtre d’affrontements contre les Prussiens. L'événement est connu comme la première bataille du Bourget. Le 28 octobre 1870, le général de Bellemare, commandant à Saint-Denis envoie, sans l'autorisation du général Trochu, le commandant Roland s'installer avec 300 francs-tireurs au Bourget. L'amiral Saisset avait envoyé à Drancy un bataillon d'infanterie de marine afin d'occuper le village et de s'y fortifier, et d'ainsi soutenir le Bourget. La garnison allemande est alors chassée du village. Mais le 30 octobre 1870 les Allemands contre-attaquent avec un déluge d'artillerie pendant que les fantassins prussiens avancent de trois côtés sur Le Bourget, côté Drancy, côté Dugny et côté Le Blanc-Mesnil. Cernés au nord, à l'est et au sud-est, nombre de soldats français fuient vers la Courneuve et Aubervilliers, au sud-ouest. Les Allemands coupent alors la route de la Courneuve. Seuls les commandants Brasseur et Baroche, avec leurs troupes, restent au Bourget et défendent la ville dans l’église Saint-Nicolas et dans les rues. À 13 h, les Allemands ont récupéré la place, laissant les troupes françaises en grand désordre. La rue où Ernest Baroche est décédé porte aujourd’hui son nom.

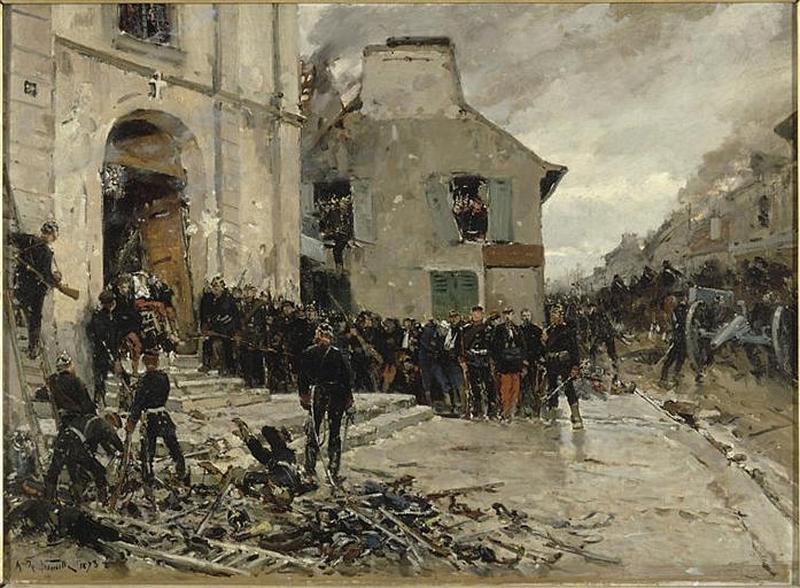
Le Bourget, 30 octobre 1870 (1878), tableau d'Alphonse de Neuville qui représente l'église Saint-Nicolas et la défaite française.
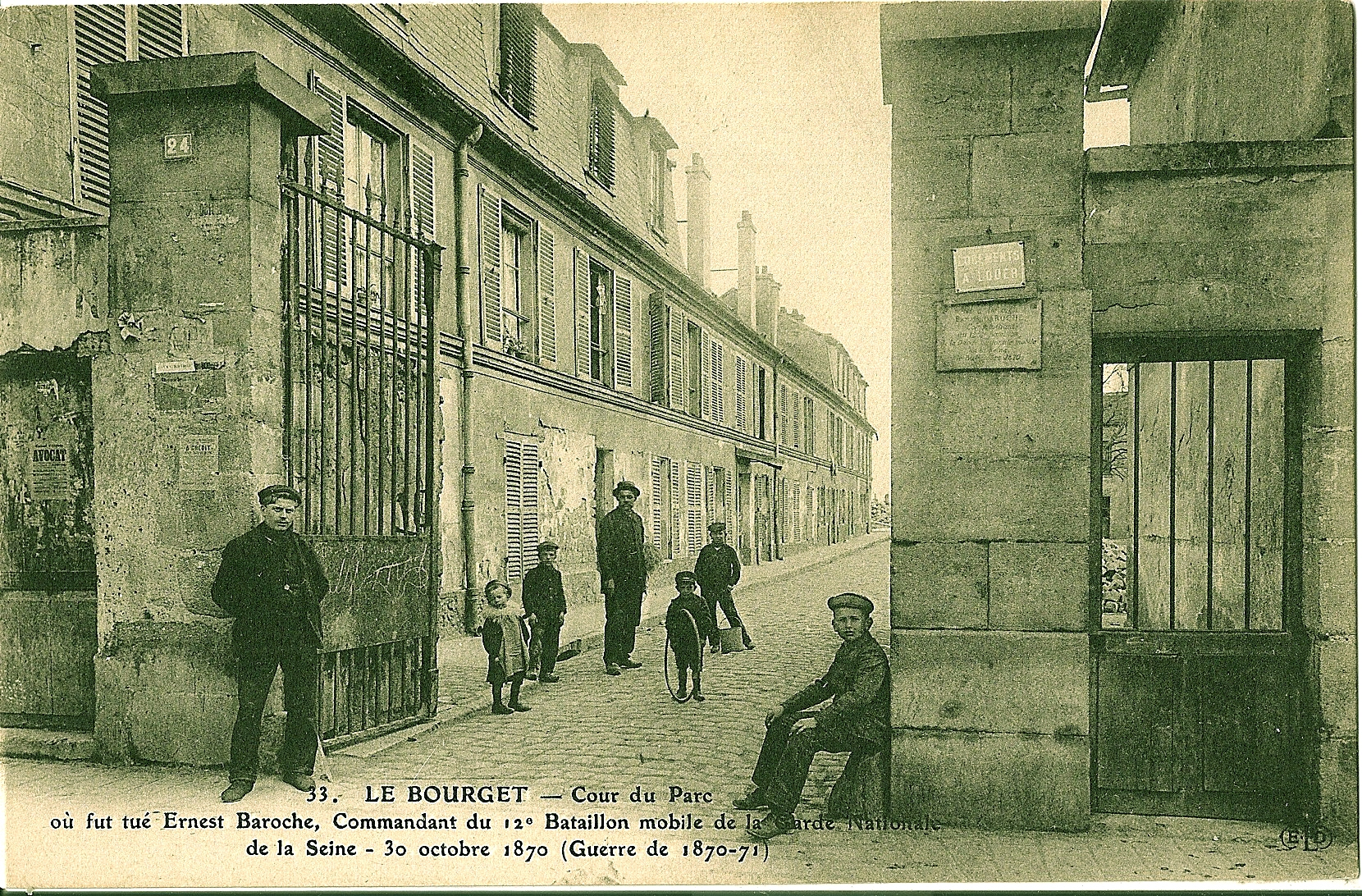
Cour du 24 rue de Flandre au début du XXe siècle, lieu où est mortellement blessé Ernest Baroche, lors de la bataille du Bourget d’octobre 1870.

La nouvelle de la défaite du Bourget arrive à Paris en même temps que celle de la capitulation de Metz du 27 octobre 1870. Elles provoquent un grand mécontentement à Paris,.
Le 21 décembre 1870, les troupes de l'amiral de La Roncière composées de canonniers et de fusiliers marins, des 134e et 138e régiments d'infanterie de ligne et de gardes mobiles de la Seine attaquent le Bourget et Stains lors de la deuxième bataille du Bourget (1870). Les troupes françaises attaquent alors sur deux axes. Sur le premier axe d'attaque, après 7 h, les forts de l'Est parisien et d'Aubervilliers, des batteries à la Courneuve et des wagons blindés sur la ligne de Soissons ouvrent le feu sur le Bourget. L'offensive commence alors et un premier bataillon attaque par le nord-ouest, s'emparant du cimetière et faisant une centaine de prisonniers prussiens. Une seconde brigade attaque elle par le sud-ouest sur la route de Flandre mais ne peut entrer dans le village à cause des fortifications faites par les Prussiens durant le mois de novembre. L'attaque échoue et les soldats et marins français repartent avec quelques prisonniers. Sur le second axe, le général Ducrot prend position à Drancy avec de nombreuses troupes. Il est informé que l'offensive sur le premier axe a été un échec et l'on décide alors d'entreprendre un siège du village du Bourget. Drancy est alors armé de batteries, sans aucun résultat toutefois.
Les lieutenants de vaisseau Bousset, Morant, Patin, Wyats, l'enseigne de vaisseau Duquesne ont trouvé la mort au Bourget le 21 décembre 1870.
Plusieurs tableaux, dans l'église Saint-Nicolas du Bourget, relatent ces combats.
Avec la défaite française en 1871 et la signature du traité de Francfort du 10 mai 1871, les Bourgetins, alors réfugiés à Paris, peuvent rentrer chez eux. Les combats ont alors laissé de nombreuses ruines.

#### De la guerre de 1870 à celle de 1914
En 1870, le Bourget compte 850 habitants. Avec l’arrivée de la révolution industrielle, le village se développe. Dès la fin du XIXe siècle, la commune accueille de nombreuses entreprises industrielles (telle la cristallerie émaillerie de Charles Paris, créée en 1867), grâce à sa desserte par la route des Flandres, le chemin de fer de la compagnie du nord ou la ligne de Grande Ceinture,.
La Ligne de Grande Ceinture est mise en eservice en 1882, avec la mise en service de la gare  « Le Bourget Grande Ceinture », lors de l'ouverture aux voyageurs de la section Achères-Noisy-le-Sec. La gare  ferme le 15 mai 1939, quand cesse le trafic sur la section nord comprise entre Versailles-Chantiers et Juvisy via Argenteuil,. Cette gare est aujourd'hui détruite.
Le 2 juin 1907, des jeunes gens du quartier des Batignolles de Paris, revenant d'une procession de la Fête-Dieu à Dugny, furent attaqués au Bourget, l'un de ces jeunes Hippolyte Debroise y fut blessé mortellement. Le procès de ces agresseurs présentés comme Les apaches du Bourget eut lieu par la suite. Le journal La Libre Parole, fit un long article sur cet assassinat en première page de son numéro du 6 juin 1907. La chemise ensanglantée du jeune Debroise est conservée en l'église Saint-Joseph-des-Épinettes et il est inhumé au cimetière des Batignolles (8e division).
En 1912, les TPDS, ancêtres de la RATP, créent la ligne du tramway CO qui relie Bourget à l'opéra à Paris, par la Route nationale 2. En 1921, comme suite de la création de la STCRP, la ligne change de nom et prend l'indice 52. En 1933, elle disparaît et est remplacée par une ligne d'autobus qui garde le même indice. En 1940, l'exploitation cesse puis est rétablie trois fois,,. Cette ligne devient la ligne 152 de la RATP en 1945.

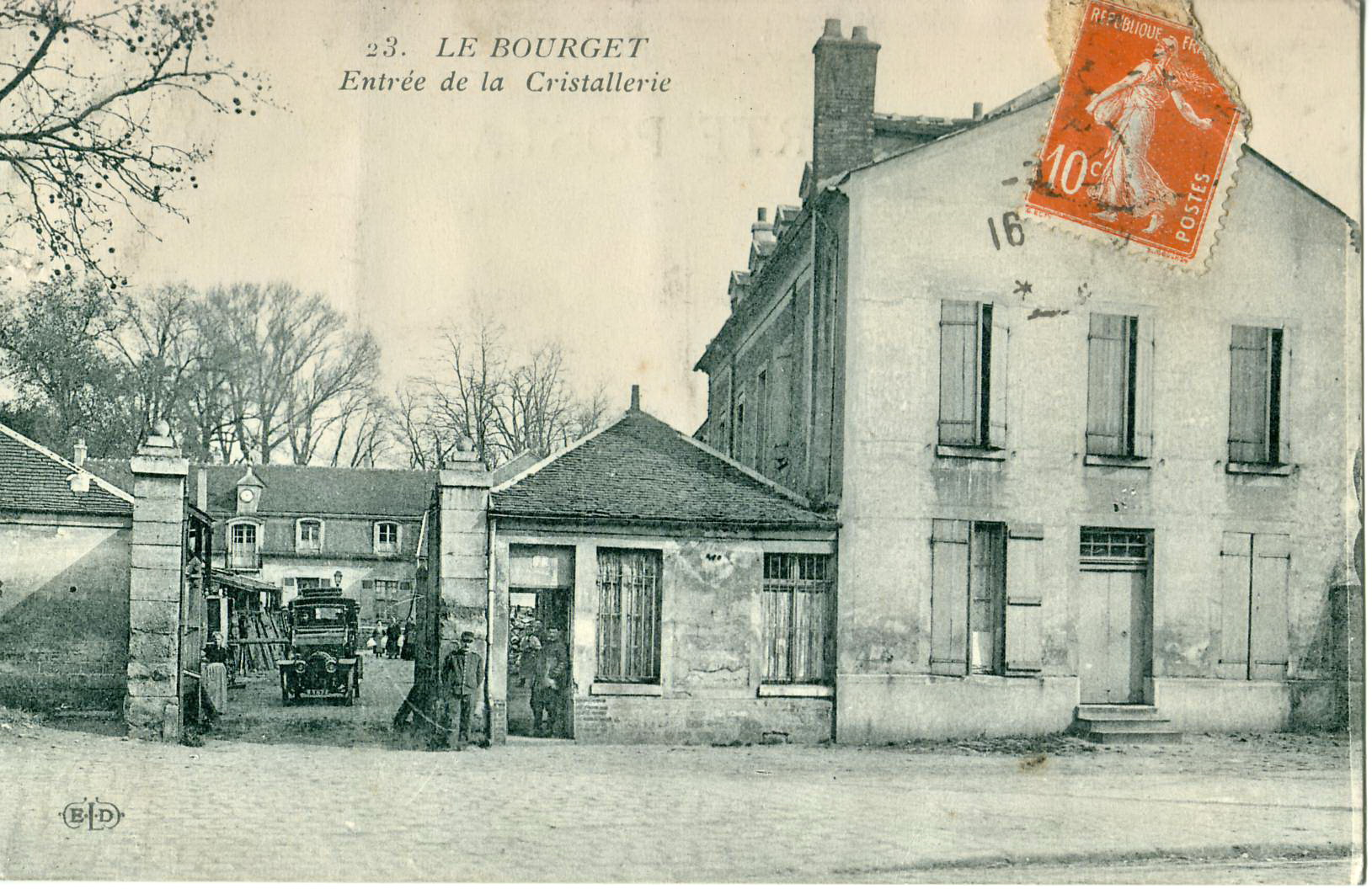
L'ancienne cristallerie.
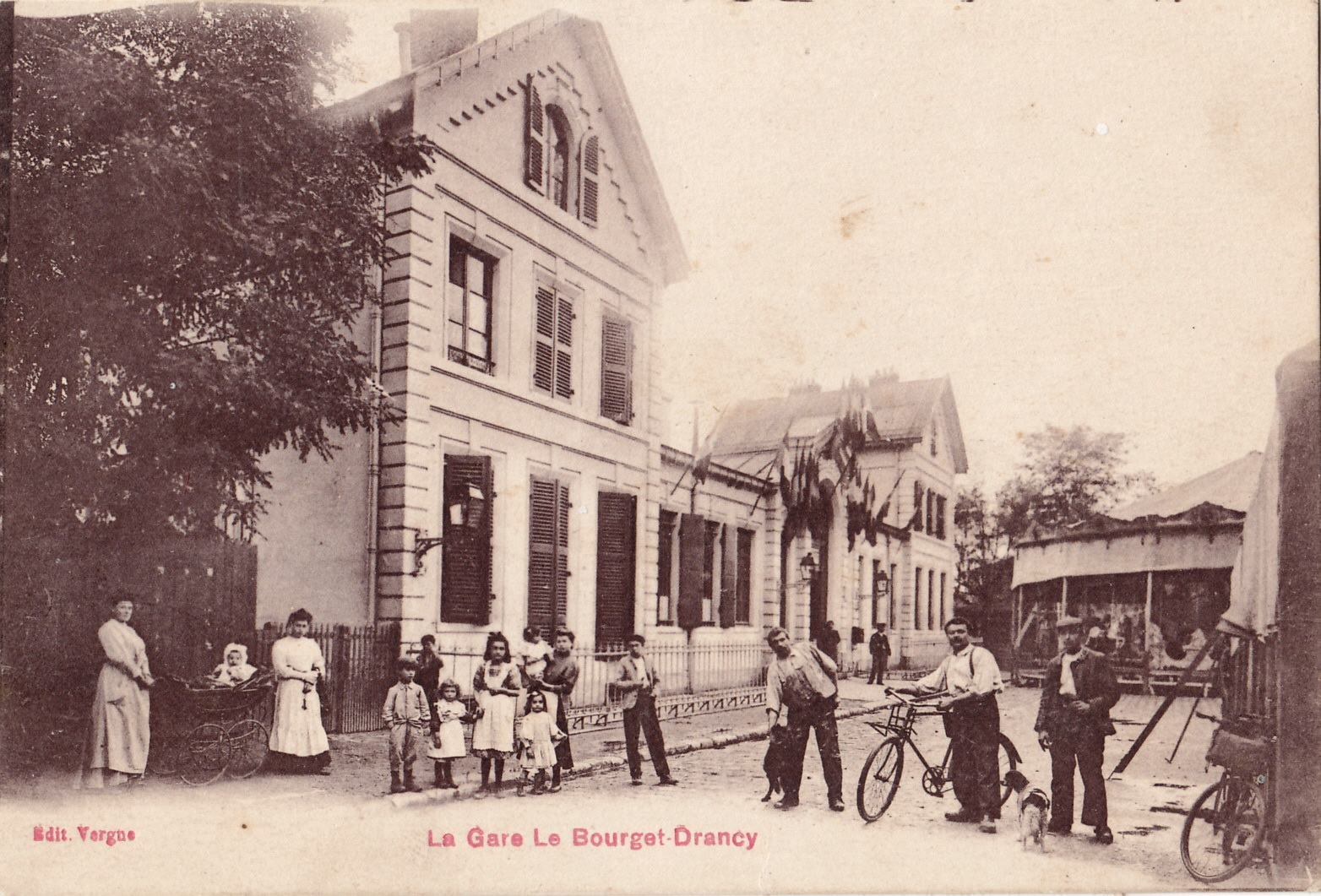
La seconde gare du Bourget, photographiée au début du XXe siècle. Elle a été construite en 1871 à la suite de la destruction de la première pendant les batailles de la guerre franco-allemande de 1870,
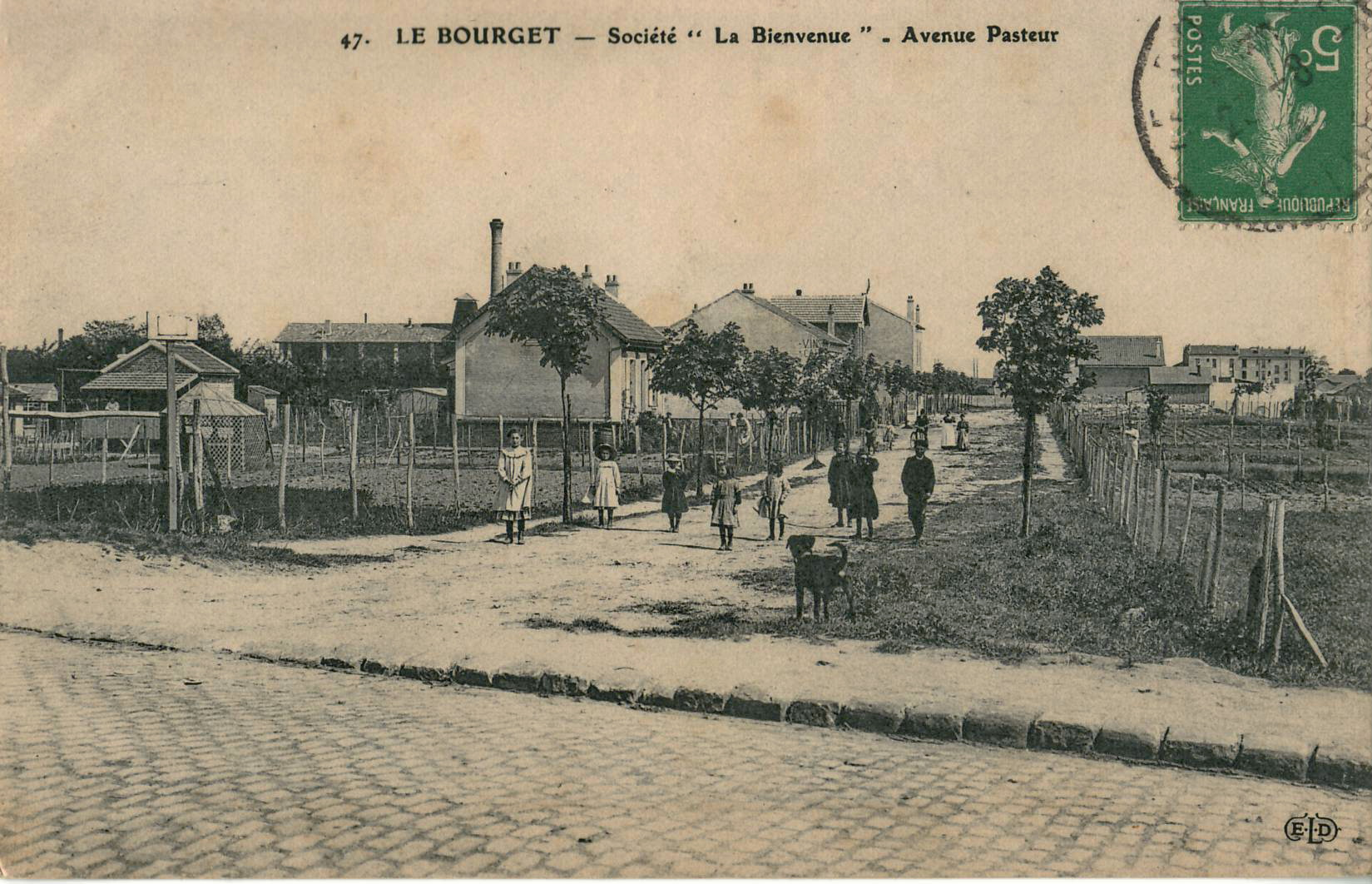
La présence de lignes de chemin de fer et de tramways desservant la ville facilita l'urbanisation de la commune, notamment sous forme de lotissements, comme celui-ci
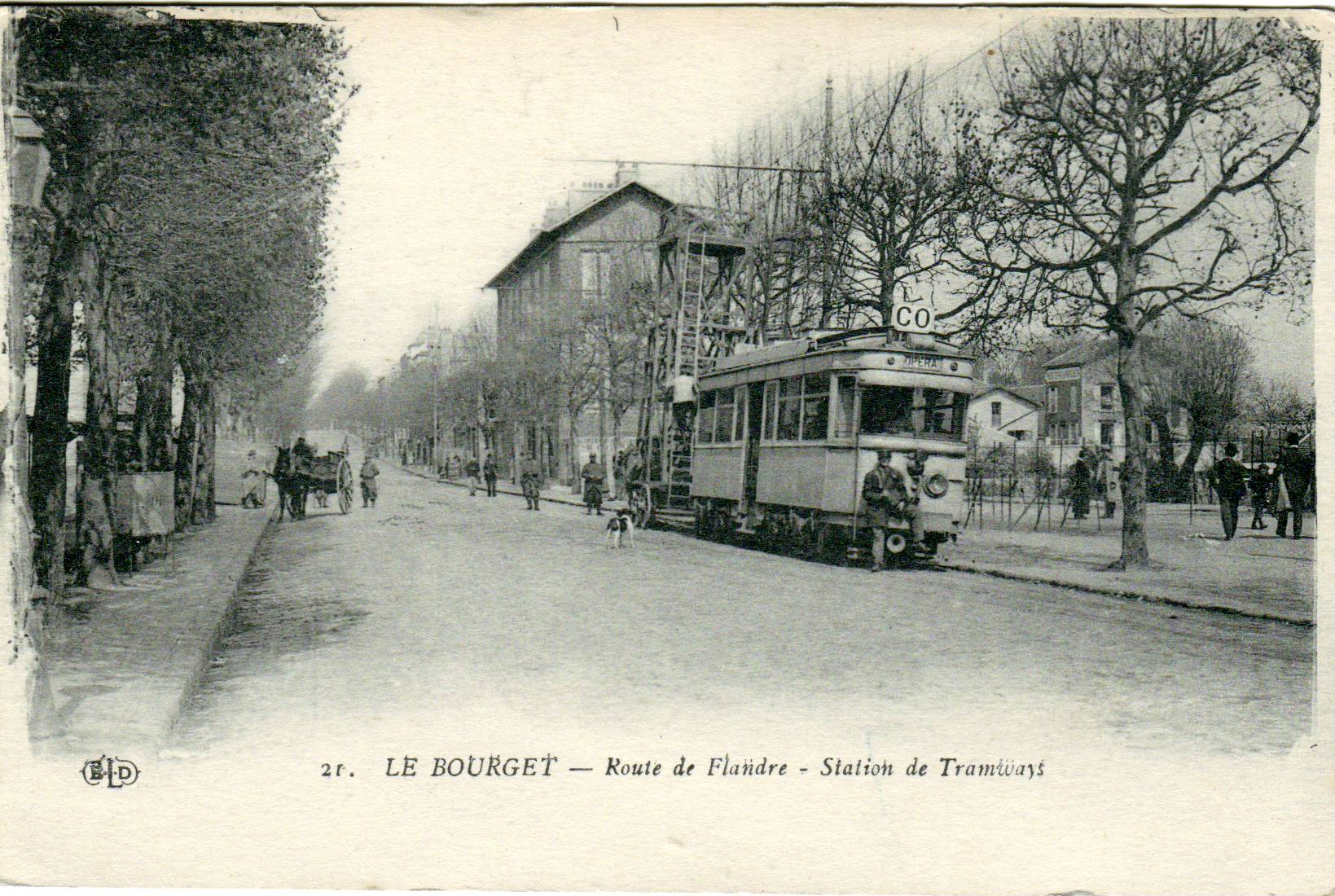
Tramway de la ligne CO sur la route de Flandre (RN 2), avant 1921.

#### 1914-1945: l'aéroport parisien du Bourget

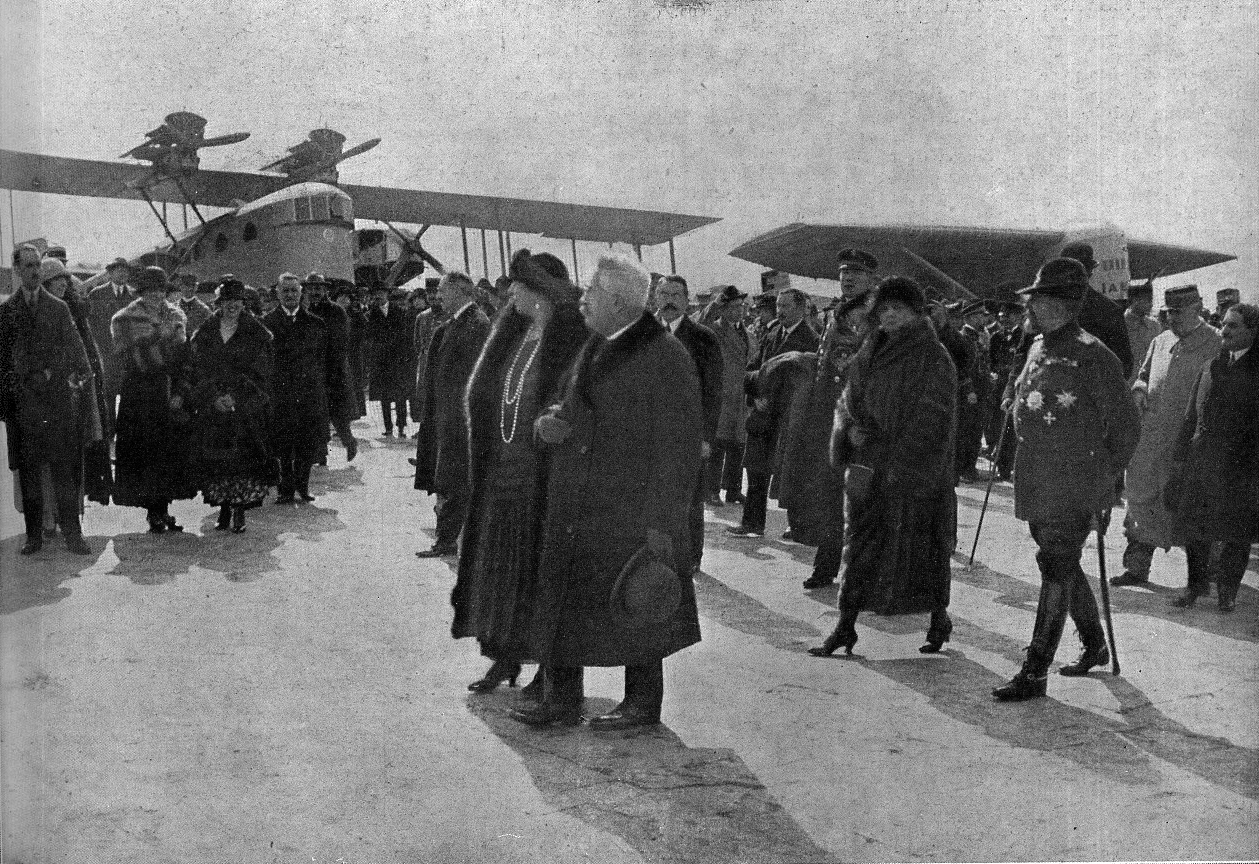
La roi Ferdinand Ier de Roumanie, la reine et M. et Mme Millerand à l'aéroport du Bourget en avril 1924.

Dès septembre 1914, l’armée implante au Bourget et à Dugny une réserve aérienne, plus proche du front que celles de Saint-Cyr. Elle crée rapidement un terrain d’aviation, afin de protéger le « camp retranché » de Paris contre les attaques aériennes allemandes,. La réquisition des terres agricoles est immédiatement suivie de l’installation de sept hangars en bois et toile, et de baraquements destinés aux ateliers et aux bureaux de l’administration.
En 1915, l’efficacité des escadrilles contre les attaques de nuit menées par les zeppelins reste décevante et les escadrilles sont envoyées au front par roulement d’un tiers. Le site du Bourget connaît néanmoins une densification de ses infrastructures, principalement sur le territoire de la commune de Dugny, où la réserve aérienne ne cesse de se développer pour atteindre jusqu’à 500 appareils.

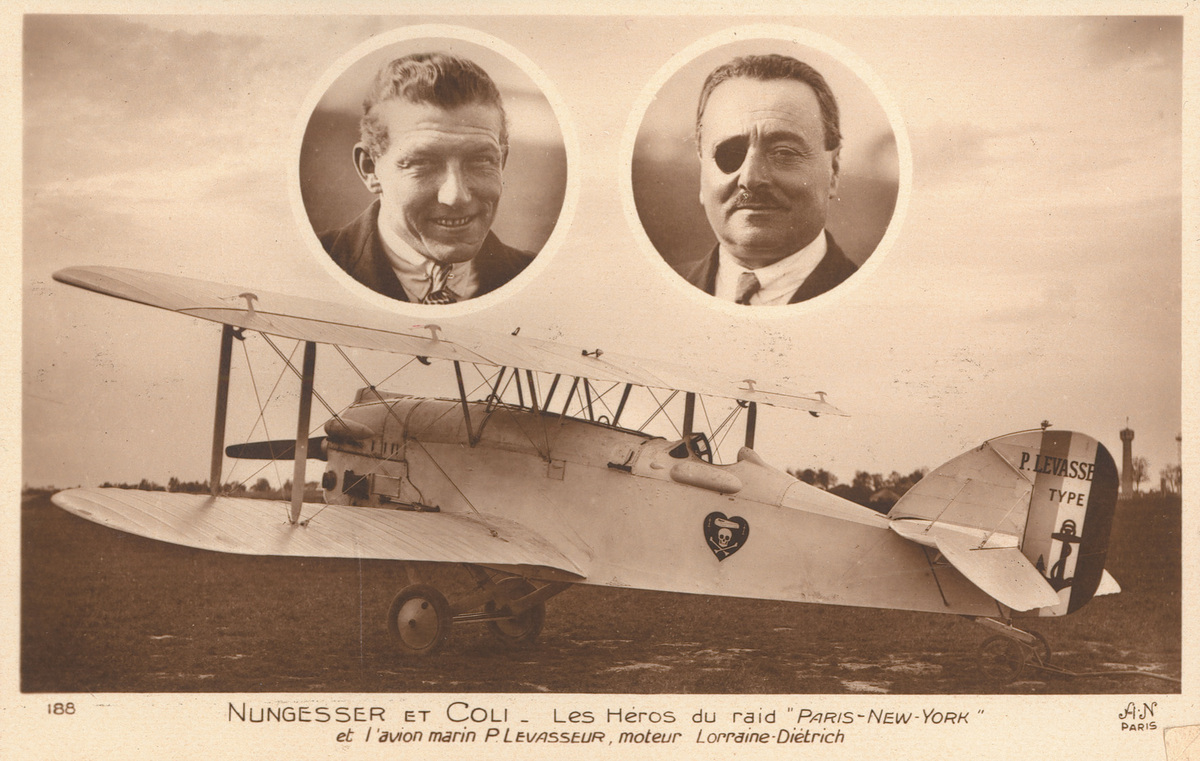
Carte postale de l'Oiseau blanc, appareil qui décolla du Bourget en mai 1927 et qui disparut lors de son voyage.

Après la Première Guerre mondiale, la réserve aérienne continue ses activités sur le site du Bourget, poursuivant la gestion des stocks. Au lendemain du conflit, l'aviation civile bénéficie sur l'aéroport du Bourget d'installation et de matériel qui en font rapidement l'aéroport parisien de référence. Les premières lignes régulières desservent Londres, Bruxelles et Amsterdam puis, petit à petit, toute l'Europe.
Le Bourget devient aussi un lieu de promenade où l'on vient admirer ces machines qui vont bientôt relier les quatre coins du monde. C'est un lieu de départs ou d'arrivées de grands raids aériens. Le 8 mai 1927, l'Oiseau blanc décolle du Bourget et ses pilotes, Charles Nungesser et François Coli, espèrent atteindre New York sans escale ; malheureusement l'avion disparaît inexplicablement. C'est finalement Charles Lindbergh qui réalise la première traversée aérienne de l'Atlantique Nord entre New York et Paris, le 21 mai 1927. On vient applaudir l'aviateur, « vainqueur » de l'Atlantique Nord, posant sur son Spirit of Saint Louis.
Une foule énorme accueillit aussi Édouard Daladier le 29 septembre 1938, après la signature des accords de Munich.

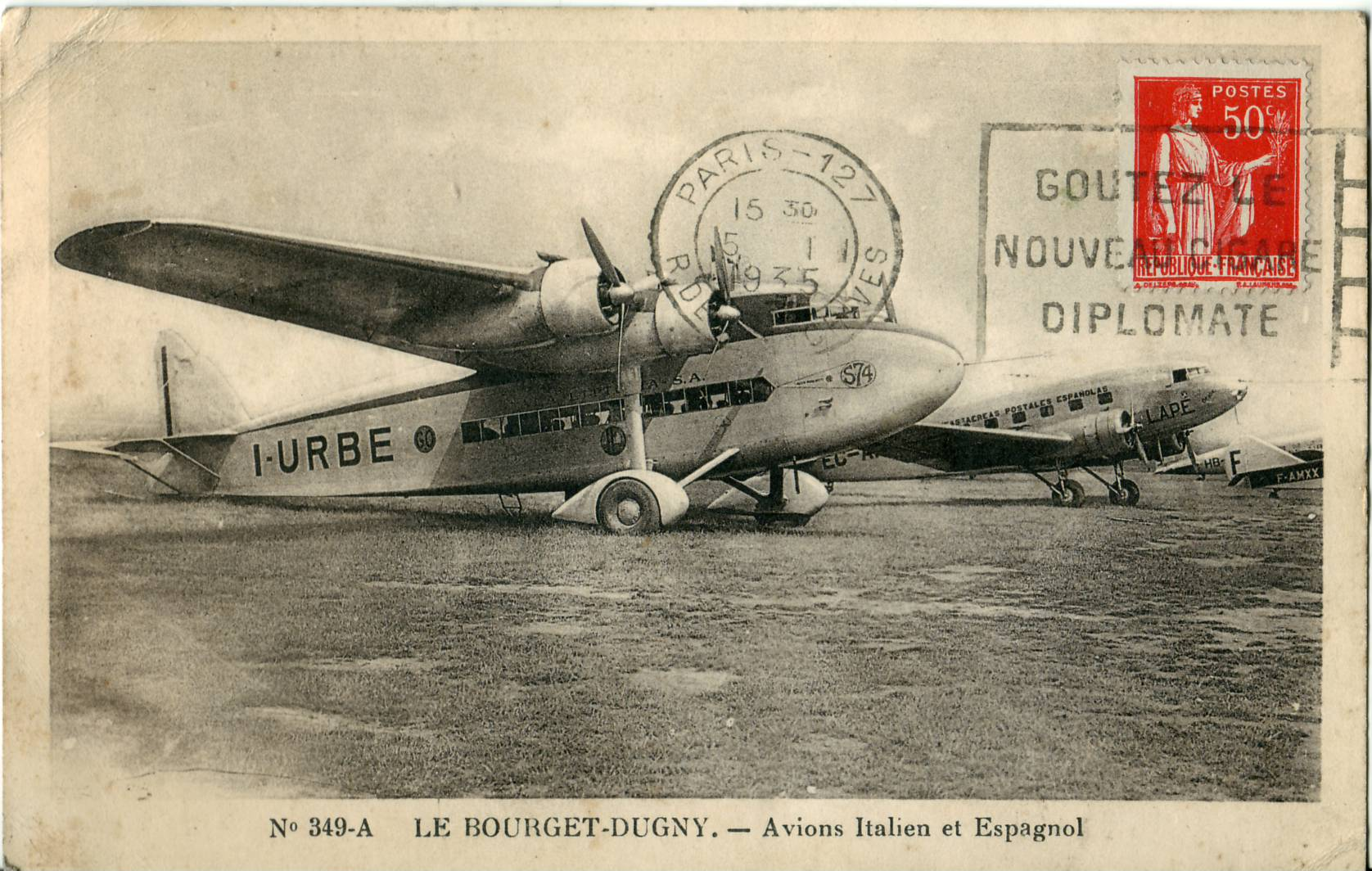
Avions italien et espagnol à l'aéroport du Bourget dans les années 1930.

En 1935, l’architecte Georges Labro remporte le concours en vue de la construction d'une nouvelle aérogare pour l'exposition internationale de Paris de 1937. Le projet lauréat est un bâtiment à l’architecture sobre, long de 233 mètres, intégrant l’ensemble des fonctions pour l’accueil des passagers et la gestion de l’aéroport. Pas entièrement achevée pour accueillir les premiers visiteurs de l’exposition universelle en juin, l’aérogare est officiellement inaugurée le 12 novembre 1937.
En 1939, l'aéroport du Bourget, avec 21 000 mouvements d’avions et 138 000 passagers, est le second aéroport d’Europe après celui de Berlin-Tempelhof.
Au cours de la Seconde Guerre mondiale, les Allemands prennent possession de l’aéroport et l’agrandissent considérablement tout en occupant la ville. Le 16 août 1943, les forces américaines et anglaises bombardent les pistes mais la base aérienne reste occupée jusqu’à sa libération,. Ce bombardement du 16 août 1943, appelé « opération Starkey », destiné à détruire l'aéroport, rase la commune de Dugny à 98 % et le nord de la ville du Bourget.

#### Depuis 1945

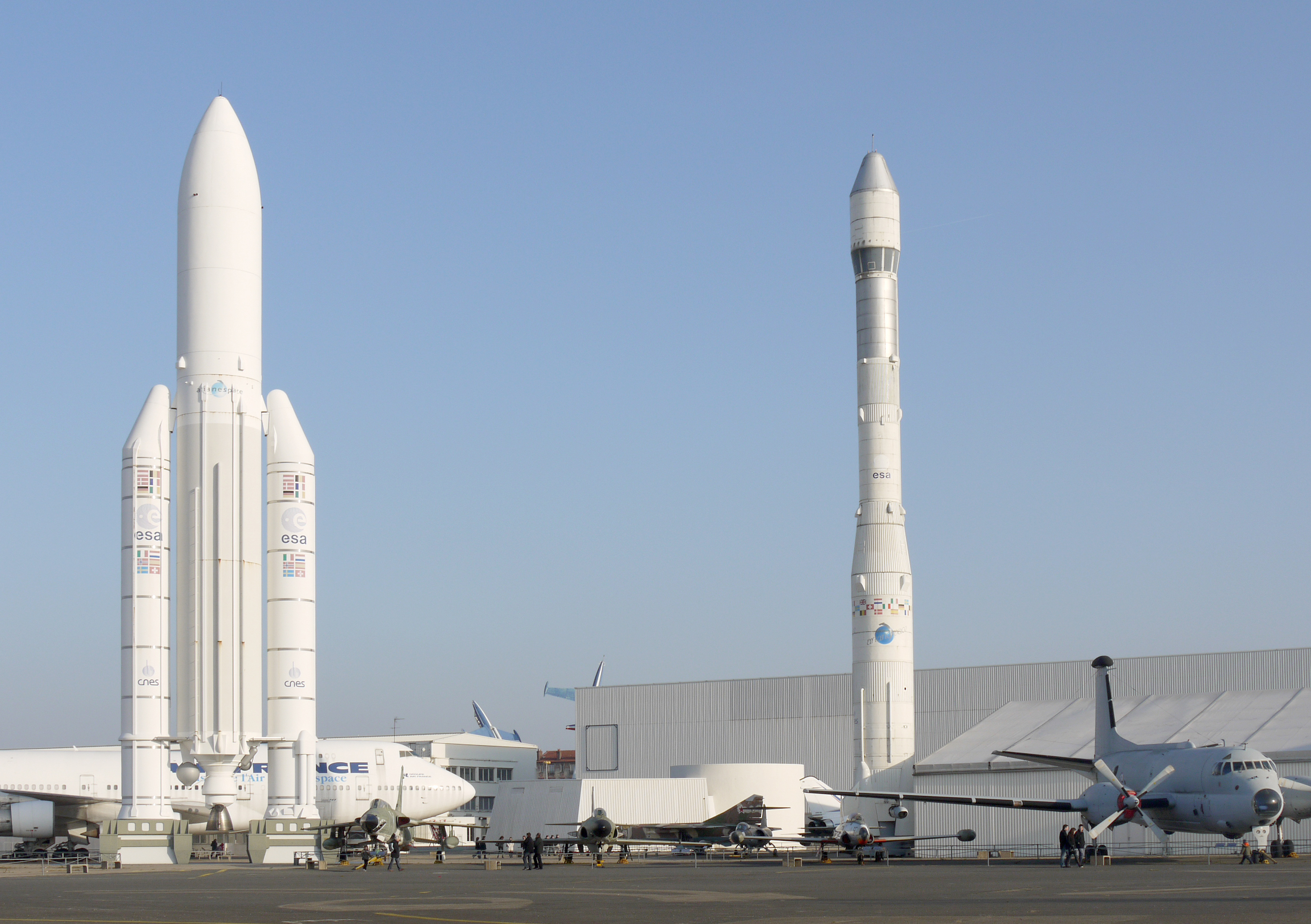
Avions et maquettes de fusées se côtoient sur le tarmac du musée.

À la Libération, l'aéroport du Bourget est remis en état par les Américains et les Britanniques. À partir de mai 1945, 42 000 prisonniers de guerre et déportés sont rapatriés et transitent alors par le Bourget.
Au sortir de la guerre, le trafic de l'aéroport s'accroît rapidement et en 1952 Paris, s'équipe d’un nouvel aéroport, celui d'Orly. Dans les années 1960, la saturation de ce dernier entraîne un retour d’activités au Bourget mais en 1974, l’aéroport de Roissy-en-France est ouvert au trafic. L'aéroport du Bourget est peu à peu délaissé.
La création du nouvel aéroport de Roissy-en-France libère de la place au Bourget et le regroupement des collections dispersées dans une partie du hall de l'aéroport est étudié. C'est à partir de 1973 que le Musée de l'Air et de l'Espace déménage progressivement de Chalais-Meudon à l'aéroport du Bourget. Le premier hall, le hall B, est inauguré en 1975 peu avant le Salon du Bourget,.
Avant le 1er janvier 1968, la ville du Bourget est une commune du département de la Seine, département par la suite supprimé (tout comme le département de Seine-et-Oise dans lequel il était enclavé), en application de la loi du 10 juillet 1964 portant sur la réorganisation de la région parisienne. Il est dès lors intégré dans le département de la Seine-Saint-Denis.
En novembre 2005, comme de nombreuses communes de l'agglomération parisienne et celles des grandes villes de province, des faits de délinquance touchent la ville mais restent plus modérés que dans d'autres communes du département, même voisines telle celle du Blanc-Mesnil. Il n'y a pas eu de violences accrues au Bourget comme le montre la chronologie des émeutes de 2005 en France. Néanmoins, cet épisode, relayé par les médias de nombreux pays, montre alors l'état de ghettoïsation ethnique et sociale de nombreux secteurs de banlieue et l'incapacité du pouvoir politique à faire face à l'échec de l'intégration d'une importante population immigrée.

## Politique et administration

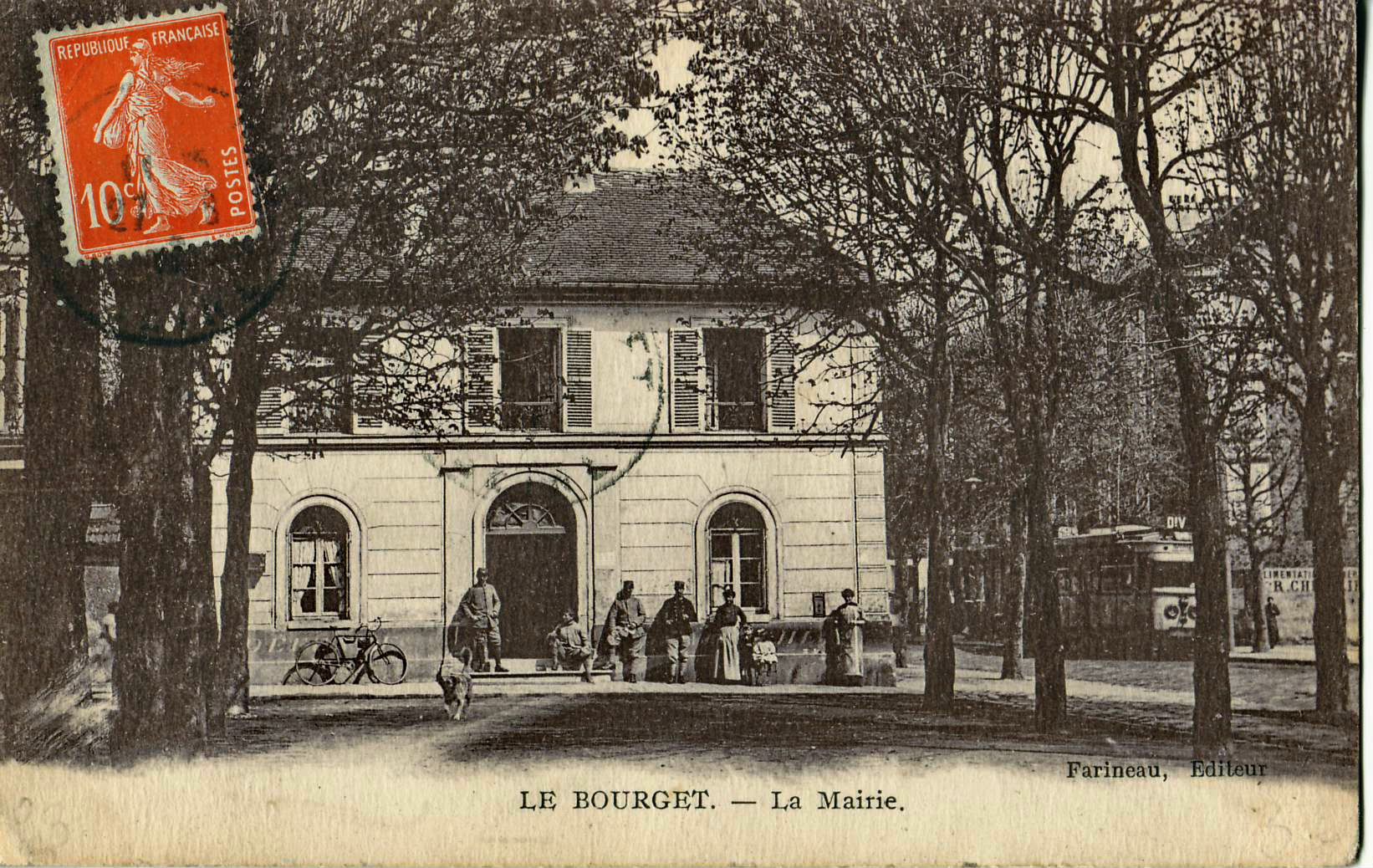
L'ancienne mairie, sur la route de Flandre, au coin de la place du 11-Novembre-1918, vers 1920. Elle restera en service jusqu'aux années 1950.

### Rattachements administratifs et électoraux
Antérieurement à la loi du 10 juillet 1964, la commune faisait partie du département de la Seine. La réorganisation de la région parisienne en 1964 fit que la commune appartient désormais au département de la  Seine-Saint-Denis et à son arrondissement de Bobigny, après un transfert administratif effectif au 1er janvier 1968.
La commune a fait partie de 1801 à 1893 du canton de Pantin du département de la Seine, année où elle est rattachée au canton de Noisy-le-Sec, puis, en 1921 elle devient le chef-lieu du canton du Bourget. Dans le cadre du redécoupage cantonal de 2014 en France, la commune fait désormais partie du canton de La Courneuve.

### Intercommunalité

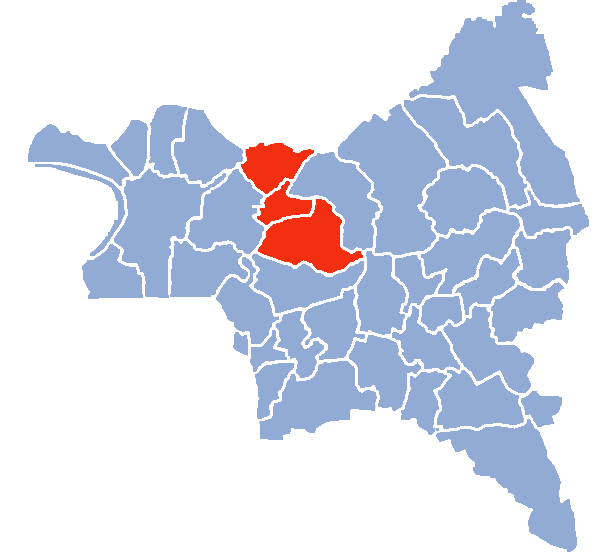
Carte de la Seine-Saint-Denis. En rouge : l'ancienne communauté d'agglomération de l'aéroport du Bourget

Les villes de Drancy et du Bourget ont créé, fin 2006, une communauté de communes qui portait alors le nom de communauté de communes Drancy-Le Bourget. Le 1er janvier 2009, Dugny rejoint la communauté, qui prend le nom de communauté de communes de l'aéroport du Bourget,.
À compter du 1er janvier 2010, cette communauté de communes se transforme en communauté d'agglomération.
Dans le cadre de la mise en place de la métropole du Grand Paris, la loi portant nouvelle organisation territoriale de la République du 7 août 2015 (Loi NOTRe) prévoit la création d'établissements publics territoriaux (EPT), qui regroupent l'ensemble des communes de la métropole à l'exception de Paris, et assurent des fonctions de proximité en matière de politique de la ville, d'équipements culturels, socioculturels, socio-éducatifs et sportifs, d'eau et assainissement, de gestion des déchets ménagers et d'action sociale.
La création des EPT s'accompagne de la suppression des EPCI à fiscalité propre situés dans leur périmètre, et qui exercent désormais les compétences que les communes avaient transférées aux intercommunalités supprimées.
La commune est donc désormais membre de l'établissement public territorial Paris Terres d'Envol, créé par un décret du 11 décembre 2016 et qui regroupe :
- Les trois communes antérieurement membres de l'ex-communauté d'agglomération de l'aéroport du Bourget ;
- Les trois communes antérieurement membres de l'ex-communauté d'agglomération Terres de France ;
- Les deux communes qui n'étaient jusqu'alors membre d'aucune intercommunalité à fiscalité propre du Blanc-Mesnil et d'Aulnay-sous-Bois, qui, avec 82 634 habitants, est la plus peuplée de ce nouvel établissement.

### Tendances politiques et résultats
À l’élection présidentielle française de 2007, le premier tour a vu arriver en tête Nicolas Sarkozy avec 33,89 % soit 1 762 voix, suivi de Ségolène Royal avec 27,79 % soit 1 445 voix, puis de François Bayrou avec 17,21 % soit 895 voix, et enfin de Jean-Marie Le Pen avec 10,19 % soit 530 voix, aucun autre candidat ne dépassant le seuil des 5 %. Au second tour, les électeurs ont voté à 53,86 % soit 2 722 voix pour Nicolas Sarkozy contre 46,14 % soit 2 332 voix pour Ségolène Royal, résultat proche de la moyenne nationale qui est, au second tour, de 53,06 % pour Nicolas Sarkozy et 46,94 % pour Ségolène Royal. Pour cette élection présidentielle, le taux de participation a été élevé. On compte au premier tour, 6 200 inscrits sur les listes électorales bourgetines, 84,74 % soit 5 254 voix ont participé aux votes, le taux d’abstention fut de 15,26 % soit 946 voix, 1,05 % soit 55 voix ont effectué un vote blanc ou nul et enfin 98,95 % soit 5 199 voix se sont exprimées.
Lors des municipales 2008, la liste conduite par Vincent Capo-Canellas, maire sortant NC a été élue dès le premier tour avec 61,2 % des suffrages exprimés,.
À l'élection régionale de 2010 en Île-de-France, le premier tour a vu arriver en tête la liste conduite par Valérie Pécresse (LMAJ) avec 26,83 % soit 633 voix, suivi de la liste conduite par Jean-Paul Huchon (LSOC) avec 24,08 % soit 568 voix, puis celle conduite par Marie-Christine Arnautu (LFN) avec 17,47 % soit 412 voix, et enfin la liste conduite par Cécile Duflot (LVEC) avec 10,17 % soit 240 voix, aucun autre candidat ne dépassant le seuil des 10 %. Au second tour, les électeurs ont voté à 54,91 % soit 1 387 voix pour la liste de Jean-Paul Huchon contre 45,09 % soit 1 139 voix pour la liste Valérie Pécresse, résultat proche de la moyenne régionale, qui est, au second tour de 56,69 % pour la liste de Jean-Paul Huchon contre 43,31 % pour la liste de Valérie Pécresse.
Lors du premier tour des élections municipales de 2014 dans la Seine-Saint-Denis, la liste UDI menée par le maire sortant Vincent Capo-Canellas remporte la majorité absolue des suffrages exprimés, avec 1 929 voix (58,81 %, 27 conseillers municipaux élus dont 10 communautaires). Il devance nettement les listes menées respectivement par : 

- Johnny Magamootoo (SE, 531 voix, 16,18 %, 3  conseillers municipaux élus dont 1 communautaire) ; 

- Valérie Mery (PS, 467 voix, 14,23 %, 2 conseillers municipaux élus dont 1 communautaire) ;

- Sebastien Foy (DVD, 535 voix, 10,76 %, 1 conseiller municipal élu).

Lors de ce scrutin, 47,42 % des électeurs se sont abstenus.
Lors du second tour des élections municipales de 2020 dans la Seine-Saint-Denis, la liste DVD menée par Jean-Baptiste Borsali obtient la majorité absolue des suffrages exprimés, avec 1 430 voix (51,23 %, 25 conseillers municipaux élus dont 1 métropolitain).
Il devance de 69 voix la liste UDI-SL menée par le maire sortant Yannick Hoppe — qui bénéficie du report de la liste LC du 1er tour menée par Johnny Magamootoo  — et qui a obtenu 1 361 voix (48,76 %, 8 conseillers municipaux élus)..
Lors de ce scrutin marqué par la pandémie de Covid-19 en France, 53,02 % des électeurs se sont abstenus,.
Le 3 novembre 2022, le maire du Bourget, Jean-Baptiste Borsali et son adjointe, Karima Miloudi, sont condamnés à trois mois de prison avec sursis pour avoir malmené des policiers. Ces derniers, qui encadraient l’enlèvement par un fourriériste de véhicules ventouses, dont l'un servait à un trafic de drogue, se sont fait traiter de « sale chien corrompu » par Karima Miloudi ; Jean-Baptiste Borsali a tiré sur l’uniforme d’un policier en lui disant « L’autorité, c’est moi ! », induisant une crise municipale en 2023,, qui culmmine avec la démission, le 25 novembre 2023, de 17 élus municipaux membres de la majorité municipale, rendant alors obligatoires de nouvelles élections municipales,.
Celles-ci ont lieu, après une campagne électorale tendue, le 28 janvier 2024 et voient la nette victoire de la liste DVD menée par le maire sortant Jean-Baptiste Borsali qui obtient 56,11 % des suffrages exprimés, devançant celle SE menée par Sandy Desrumaux, qui a recueilli 43,89 % des voix.
Lors de ce scrutin, 42,07 % des électeurs se sont abstenus.

### Liste des maires

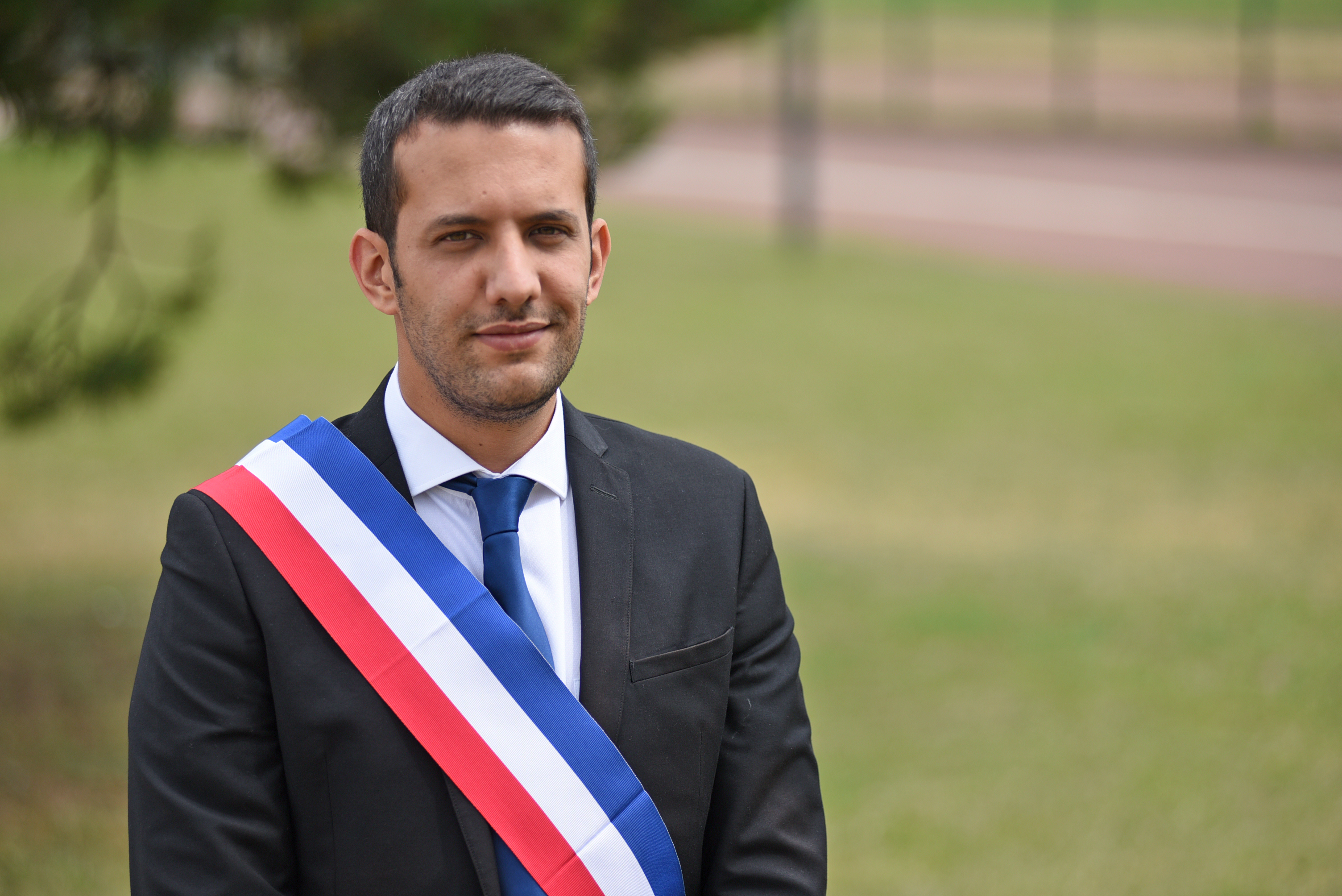
Jean-Baptiste Borsali

| Période       | Période                      | Identité              | Étiquette                | Qualité |
| ------------- | ---------------------------- | --------------------- | ------------------------ | --- |
| 1944          | 1945                         | Maurice Drouard       | SFIO                     | |
| 1945          | mars 1959                    | Gustave Mary          |                          | |
| mars 1959     | mars 1965                    | Charles Corre         |                          | |
| mars 1965     | mars 1977                    | Maurice Houyoux       | DVD                      | |
| mars 1977     | février 1993                 | André Cadot           | DVD                      | Démissionnaire |
| février 1993  | juin 1995                    | Albert Le Bris        | DVD                      | Cadre technique à UTA |
| juin 1995     | décembre 2001                | Frédéric Gailland     | UDF-FD                   | Cadre à Orly Démissionnaire |
| décembre 2001 | octobre 2017                 | Vincent Capo-Canellas | UDF puis NC puis UDI-FED | Directeur de cabinet d'élus locaux Sénateur de la Seine-Saint-Denis (2011 →) Conseiller général du Bourget (2003 → 2011) Président de la CA de l'aéroport du Bourget (2006 → 2014) Démissionnaire à la suite de sa réélection comme sénateur |
| octobre 2017  | juillet 2020                 | Yannick Hoppe         | UDI                      | Assistant parlementaire de Vincent Capo-Canellas (2017→ 2020) |
| juillet 2020  | En cours (au 3 février 2023) | Jean-Baptiste Borsali | LR                       | Chargé de communication dans le secteur privé 4e vice-président de l'EPT Paris Terres d'Envol Réélu après un mandat écourté par la démission d'une partie du conseil municipal                                                               |

### Jumelages
Au 1er février 2023, Le Bourget est jumelé avec quatre villes, :
| - Amityville (New York) (États-Unis) depuis 1978 ; - Cullera (Espagne) depuis 1982 ; - Little Falls (Minnesota) (États-Unis) depuis 1987 ; - Joukovski (Russie) depuis 1993.                 | \| \| |
| La commune du Bourget en France · La commune de Amityville aux États-Unis · La commune de Little Falls aux États-Unis · La commune de Cullera en Espagne · La commune de Joukovski en Russie |       |

## Équipements et services publics

### Enseignement

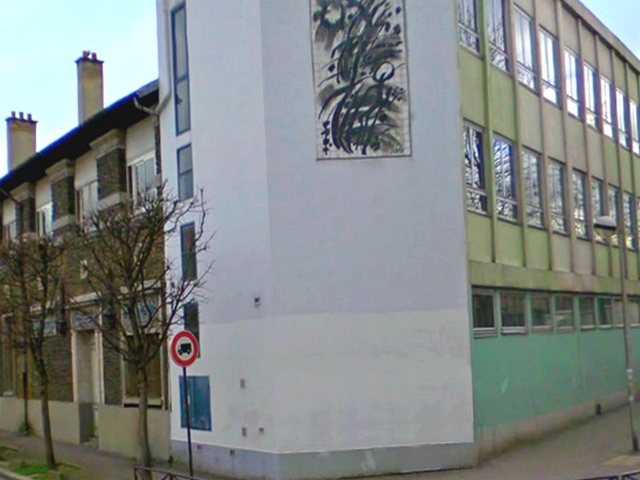
Le collège Didier-Daurat, l'angle entre le bâtiment plus ancien et le plus moderne.

Le Bourget est situé en zone C, dans l'académie de Créteil. Les écoles de la commune appartiennent à la circonscription de l’Éducation nationale de Dugny - Le Bourget, dirigée par l'inspecteur de l'Éducation nationale. L'inspection est située dans les locaux de l'école Paul-Langevin de Dugny.
La commune compte une école maternelle (Saint-Exupéry), deux groupes scolaires (Jean-Jaurès et Jean-Mermoz) comprenant des écoles maternelles et des écoles élémentaires, une école primaire (Louis-Blériot) et le collège Didier-Daurat. Ce dernier a bénéficié d'une reconstruction en 2015. Le collège accueille, à la rentrée 2018, 770 élèves et une nouvelle direction avec à sa tête, M.Boris Calabrese, Chef d'Établissement. En outre des dispositifs ULIS "Troubles de la fonction visuelle", UPE2A-NSA et une section sportive scolaire "football", une bilangue Anglais/Espagnol est proposée aux élèves de 6e dès la rentrée 2019.
Il existe également l'institution privée Sainte-Marie comprenant des écoles maternelle et élémentaire, et un collège.
Le lycée Germaine Tillion a ouvert ses portes en septembre 2014 et accueille 665 élèves en filières générale et technologique. Il a été construit pour répondre notamment à la saturation du lycée Eugène-Delacroix à Drancy. Le nouveau lycée accueille les élèves du Bourget, de Dugny et une partie des Drancéens.
Le lundi 8 janvier 2007, la communauté d'agglomération de l'aéroport du Bourget a décidé la gratuité des repas dans les cantines scolaires des écoles primaires, sur l'initiative de Jean-Christophe Lagarde. La gratuité des repas qui profite à 3 000 élèves représente 5 % du budget de la communauté, soit 1,1 million d'euros, étant rappelé que, de manière générale, les familles payent rarement le coût de revient complet du service (aliments, personnels et locaux), et qu'une partie de ce coût est donc assumé par les contribuables locaux,.

### Équipements sportifs
La commune du Bourget dispose en 2012 d'un stade municipal, de deux gymnases (Raoul-Clerget et Paul-Simon), d'un complexe sportif, de terrains de tennis, d'un skate park et d'un stade nautique. Il est possible de pratiquer de nombreux sports dans la commune.

### Équipements culturels

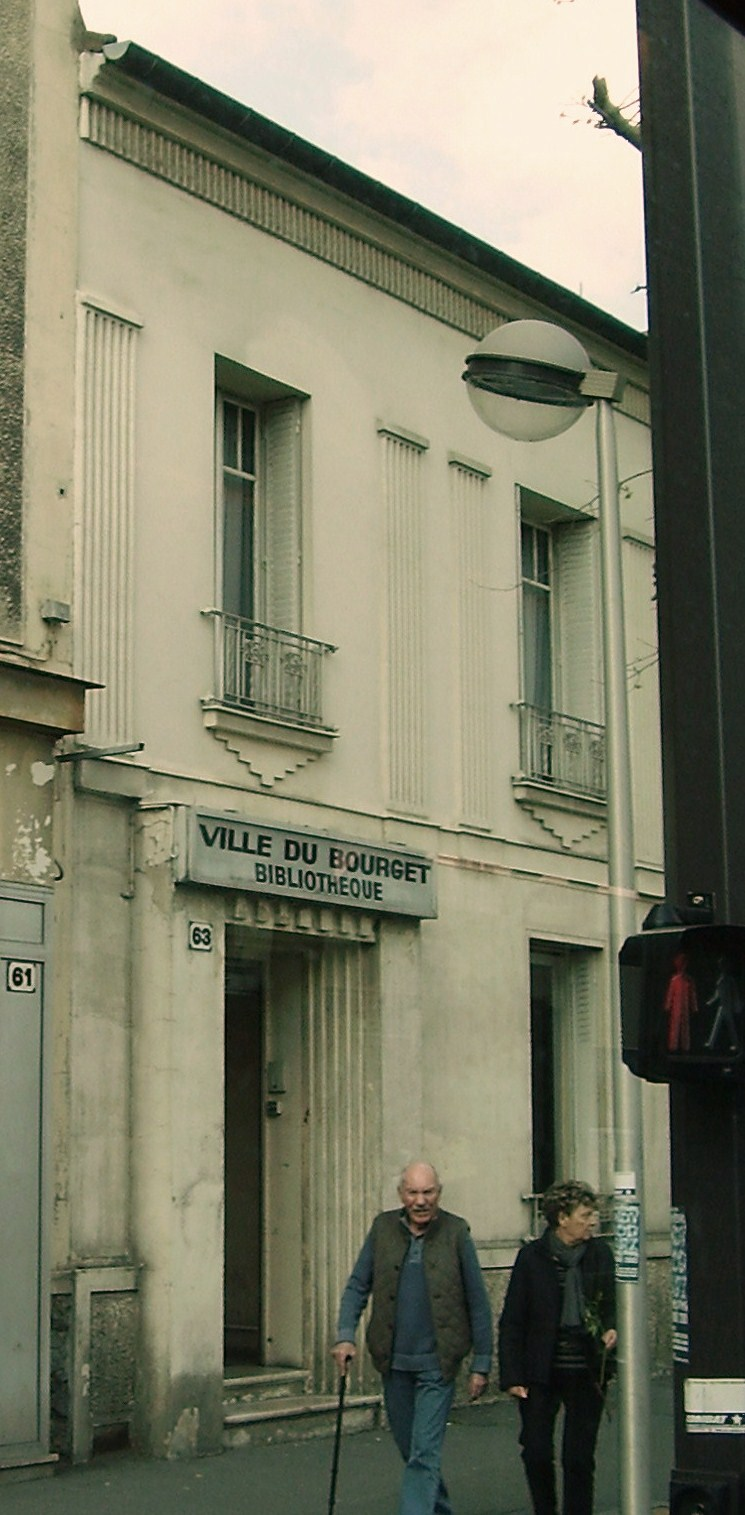
La bibliothèque du Bourget.

En 2012, le Bourget compte un cinéma municipal, deux centres culturels (le centre culturel Sans Limite et le centre culturel André Malraux) et un conservatoire de musique et de danse.
La ville du Bourget dispose de nombreuses médiathèques administrées par la communauté d'agglomération de l'aéroport du Bourget[Passage problématique].
La médiathèque Georges Brassens, d'une surface de 4 000 m2, a été inaugurée le 28 avril 2007. Elle a coûté treize millions d'euros, dont 5,6 de subventions. La médiathèque a trois étages et comprend au sous-sol un auditorium. L'accueil et la section jeunesse (650 m2) se trouvent au rez-de-chaussée, les documentaires pour adultes au 1er étage, la fiction pour adultes, la musique et les films au 2e étage (soit 1 600 m2 pour la section adultes) et les services administratifs et scientifiques au 3e étage. Au total, elle donne accès à 65 000 livres, 8 000 DVD et 6 500 CD, et comprend 65 postes informatiques connectés à Internet ainsi que 10 postes de recherche documentaire. Elle constitue l'élément central d'un réseau de six médiathèques de quartier (quatre à Drancy, une au Bourget et une à Dugny). Les quatre médiathèques drancéennes de proximité sont celles de l'Économie, du Bois de Groslay, de l'Avenir et de Gaston-Roulaud. La bibliothèque du Bourget a, quant à elle, une superficie de 350 m2 et propose aux Bourgetins invalides de plus de 65 ans et aux Bourgetins handicapés un service de portage à domicile.

### Santé

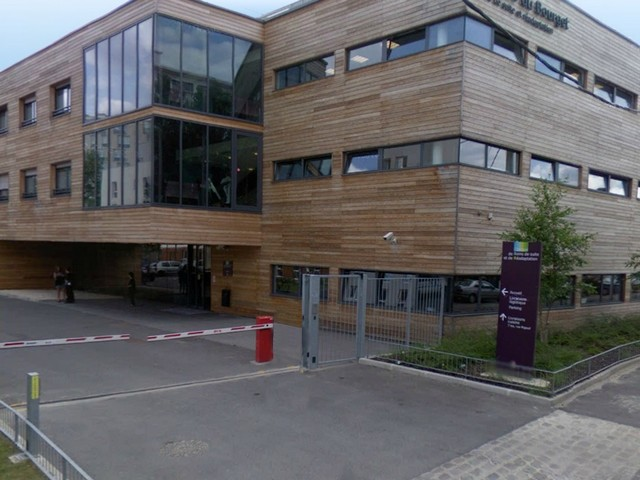
La clinique de soins de suite et de convalescence.

En 2012, sur le territoire du Bourget se trouvent trois centres de santé. Il y a tout d'abord un centre municipal de la santé, où sont pratiqués médecine générale et spécialisée, soins infirmiers et prélèvements de laboratoire, mais aussi une clinique de soins de suite et de convalescence construite récemment et pouvant accueillir plus de 150 patients, et enfin un centre médico-psychologique avec une section infant-juvénile.
De plus, la commune dispose de trois résidences pour personnes âgées, une non-médicalisée (la résidence Arline-Marlin) et deux médicalisées (la maison des Glycines et la résidence MAPI). cette dernière est un établissement privé,.

### Justice, sécurité, secours et défense
Le Bourget fait partie du ressort du tribunal d'instance d'Aubervilliers, du Tribunal judiciaire et du tribunal de commerce de Bobigny,.

## Population et société
Les habitants sont appelés les Bourgetins.

### Démographie

#### Évolution démographique
L'évolution du nombre d'habitants est connue à travers les recensements de la population effectués dans la commune depuis 1793. Pour les communes de plus de 10 000 habitants les recensements ont lieu chaque année à la suite d'une enquête par sondage auprès d'un échantillon d'adresses représentant 8 % de leurs logements, contrairement aux autres communes qui ont un recensement réel tous les cinq ans,.

En 2022, la commune comptait 15 052 habitants, en évolution de −8,69 % par rapport à 2016 (Seine-Saint-Denis : +4,67 %, France hors Mayotte : +2,11 %).
| 1793 | 1800 | 1806 | 1821 | 1831 | 1836 | 1841 | 1846 | 1851 |
| ---- | ---- | ---- | ---- | ---- | ---- | ---- | ---- | ---- |
| 486  | 456  | 447  | 401  | 573  | 617  | 738  | 708  | 654  |

| 1856 | 1861 | 1866 | 1872  | 1876  | 1881  | 1886  | 1891  | 1896  |
| ---- | ---- | ---- | ----- | ----- | ----- | ----- | ----- | ----- |
| 623  | 706  | 807  | 1 072 | 1 380 | 1 759 | 2 039 | 2 258 | 2 550 |

| 1901  | 1906  | 1911  | 1921  | 1926  | 1931  | 1936  | 1946  | 1954  |
| ----- | ----- | ----- | ----- | ----- | ----- | ----- | ----- | ----- |
| 2 868 | 3 104 | 3 979 | 6 185 | 6 555 | 7 598 | 8 204 | 7 327 | 8 404 |

| 1962   | 1968  | 1975   | 1982   | 1990   | 1999   | 2006   | 2011   | 2016   |
| ------ | ----- | ------ | ------ | ------ | ------ | ------ | ------ | ------ |
| 10 106 | 9 679 | 10 534 | 11 021 | 11 699 | 12 110 | 12 720 | 14 978 | 16 484 |

| 2021   | 2022   | - | - | - | - | - | - | - |
| ------ | ------ | - | - | - | - | - | - | - |
| 14 832 | 15 052 | - | - | - | - | - | - | - |

#### Pyramide des âges
En 2018, le taux de personnes d'un âge inférieur à 30 ans s'élève à 41,2 %, soit en dessous de la moyenne départementale (42,7 %). De même, le taux de personnes d'âge supérieur à 60 ans est de 16,0 % la même année, alors qu'il est de 16,7 % au niveau départemental.
En 2018, la commune comptait 8 138 hommes pour 8 001 femmes, soit un taux de 50,42 % d'hommes, légèrement supérieur au taux départemental (49,18 %).
Les pyramides des âges de la commune et du département s'établissent comme suit.
| Hommes | Classe d’âge | Femmes |
| ------ | ------------ | ------ |
| 0,4    | 90 ou +      | 1,2    |
| 3,6    | 75-89 ans    | 6,3    |
| 10,1   | 60-74 ans    | 10,5   |
| 19,7   | 45-59 ans    | 15,9   |
| 26,7   | 30-44 ans    | 23,3   |
| 16,9   | 15-29 ans    | 19,6   |
| 22,7   | 0-14 ans     | 23,2   |

| Hommes | Classe d’âge | Femmes |
| ------ | ------------ | ------ |
| 0,3    | 90 ou +      | 0,9    |
| 3,9    | 75-89 ans    | 5,2    |
| 11,5   | 60-74 ans    | 12,1   |
| 18,7   | 45-59 ans    | 18,1   |
| 22,2   | 30-44 ans    | 22,3   |
| 20,6   | 15-29 ans    | 20,1   |
| 22,8   | 0-14 ans     | 21,4   |

### Manifestations culturelles et festivités

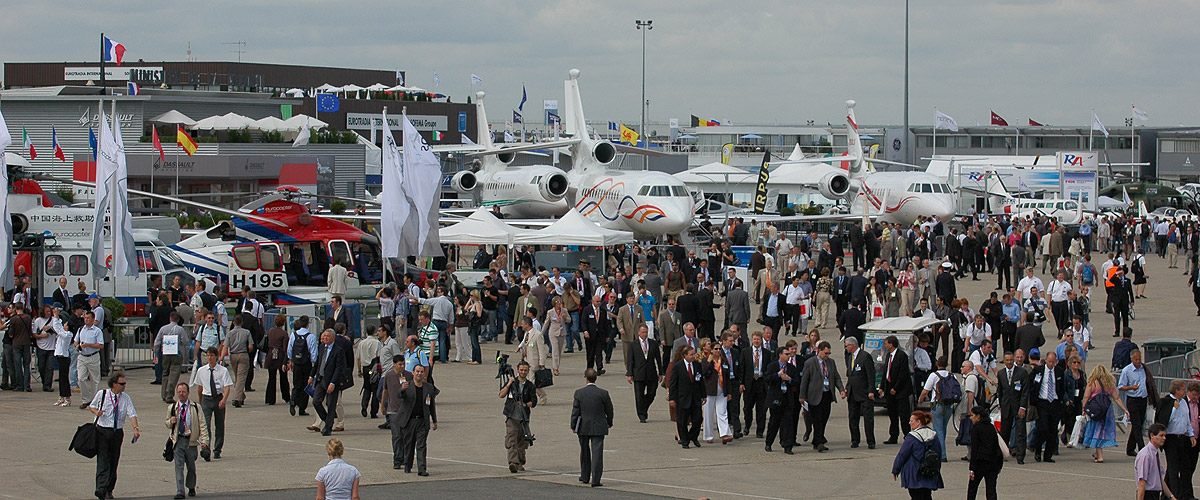
L'édition 2007 du salon international de l'aéronautique et de l'espace de Paris-Le Bourget

La place du marché accueille la fête du 14 juillet et la Fête de la ville qui a lieu début septembre. Les centres culturels et le Mille Club proposent de manière assez fréquente des représentations de pièces de théâtre classique et moderne, notamment avec l'aide du Centre Théâtrale du Bourget qui donne de nombreuses représentations et qui dispense également des ateliers.
L'aéroport du Bourget accueille le salon international de l'aéronautique et de l'espace de Paris-Le Bourget, qui est une des plus importantes manifestations internationales de présentation de matériels aéronautiques et spatiaux. Il est organisé tous les deux ans (années impaires) au mois de juin.
Grâce au parc des expositions de Paris-Le Bourget qui compte parmi les plus grands parcs d'exposition d'Île-de-France et est géré par la société Viparis, la commune accueille des salons et évènements d'envergure nationale et internationale, professionnels et grand public,.

### Médias
La commune du Bourget édite un journal mensuel, Le Bourget en direct, envoyé à tous les Bourgetins. C'est un journal d'informations locales d'une vingtaine de pages en couleur. Il est également possible de le consulter sur le site de la ville.
Le Bourget dispose d'un portail institutionnel, site sur lequel il est possible de s'informer sur l'actualité de la ville, mais également sur ses infrastructures et son histoire.
La commune a adhéré au SIPPEREC, syndicat intercommunal de la périphérie de Paris pour l'électricité et les réseaux de communication, qui a procédé à l'étude de la mise en place du plan câble sur la commune.

### Cultes

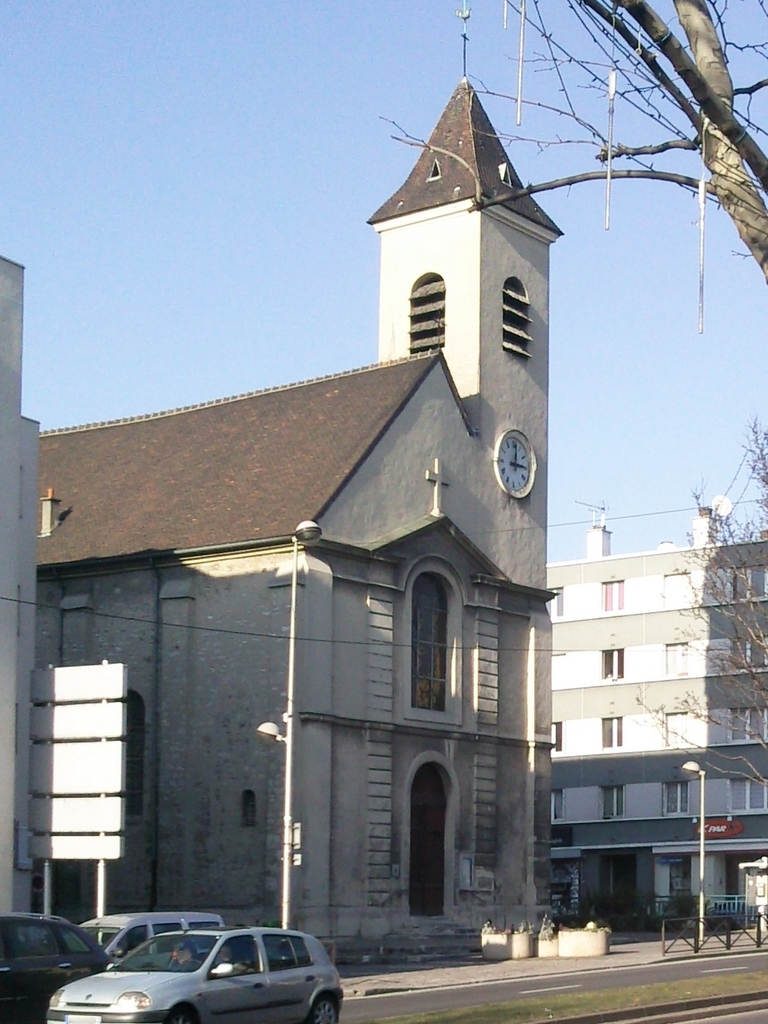
L'église Saint-Nicolas.

Les Bourgetins disposent de lieux de culte bouddhique, catholique et musulman.
Créé en septembre 1989, le centre bouddhique international du Bourget (école theravâda) regroupe la communauté sri-lankaise bouddhiste.
Le Bourget est une commune qui dépend du secteur pastoral catholique du Blanc-Mesnil au sein du diocèse de Saint-Denis dont le lieu de culte au Bourget est l'église Saint-Nicolas,.
Église Saint Nicolas classée aux monuments historiques. Édifiée en 1410.
Salle de catéchisme rue de la république.
Il existe au Bourget une salle de prière musulmane, parfois designée comme mosquée. Celle-ci est gérée par l'Association cultuelle et culturelle des musulsmans du Bourget (ACCMB), créée en 2007.
1 600 places. ligne 16 du métro

## Économie

### Emploi
En 2008, 9 205 Bourgetins avaient entre 15 et 64 ans, les actifs ayant un emploi représentaient 73,5 % de la population bourgetine, les retraités représentaient 6,3 % des Bourgetins, 11,8 % de la population était considéré comme autres inactifs et 1 146 Bourgetins étaient chômeurs, ce qui donne un taux de chômage de 12,5 % pour la commune contre 16,3 % pour le département la même année. Et enfin la population estudiantine représentait 8,5 % des Bourgetins,.
Répartition des emplois par domaines d'activité en 2008
|                             | Agriculture | Industrie | Construction | Commerce | Services |
| --------------------------- | ----------- | --------- | ------------ | -------- | -------- |
| Le Bourget                  | 0,00 %      | 8,54 %    | 5,31 %       | 62,54 %  | 23,61 %  |
| Moyenne nationale           | 2,98 %      | 14,35 %   | 6,89 %       | 45,27 %  | 30,51 %  |
| Sources des données : INSEE |             |           |              |          |          |

Répartition des emplois par catégories socioprofessionnelles en 2008
|                             | Agriculteurs | Artisans, commerçants, chefs d'entreprise | Cadres, professions intellectuelles | Professions intermédiaires | Employés | Ouvriers |
| --------------------------- | ------------ | ----------------------------------------- | ----------------------------------- | -------------------------- | -------- | -------- |
| Le Bourget                  | 0,0 %        | 3,9 %                                     | 14,3 %                              | 26,9 %                     | 32,7 %   | 22,2 %   |
| Moyenne Nationale           | 2,0 %        | 6,0 %                                     | 16,0 %                              | 24,8 %                     | 28,5 %   | 22,7 %   |
| Sources des données : INSEE |              |                                           |                                     |                            |          |          |

### Entreprises et commerces

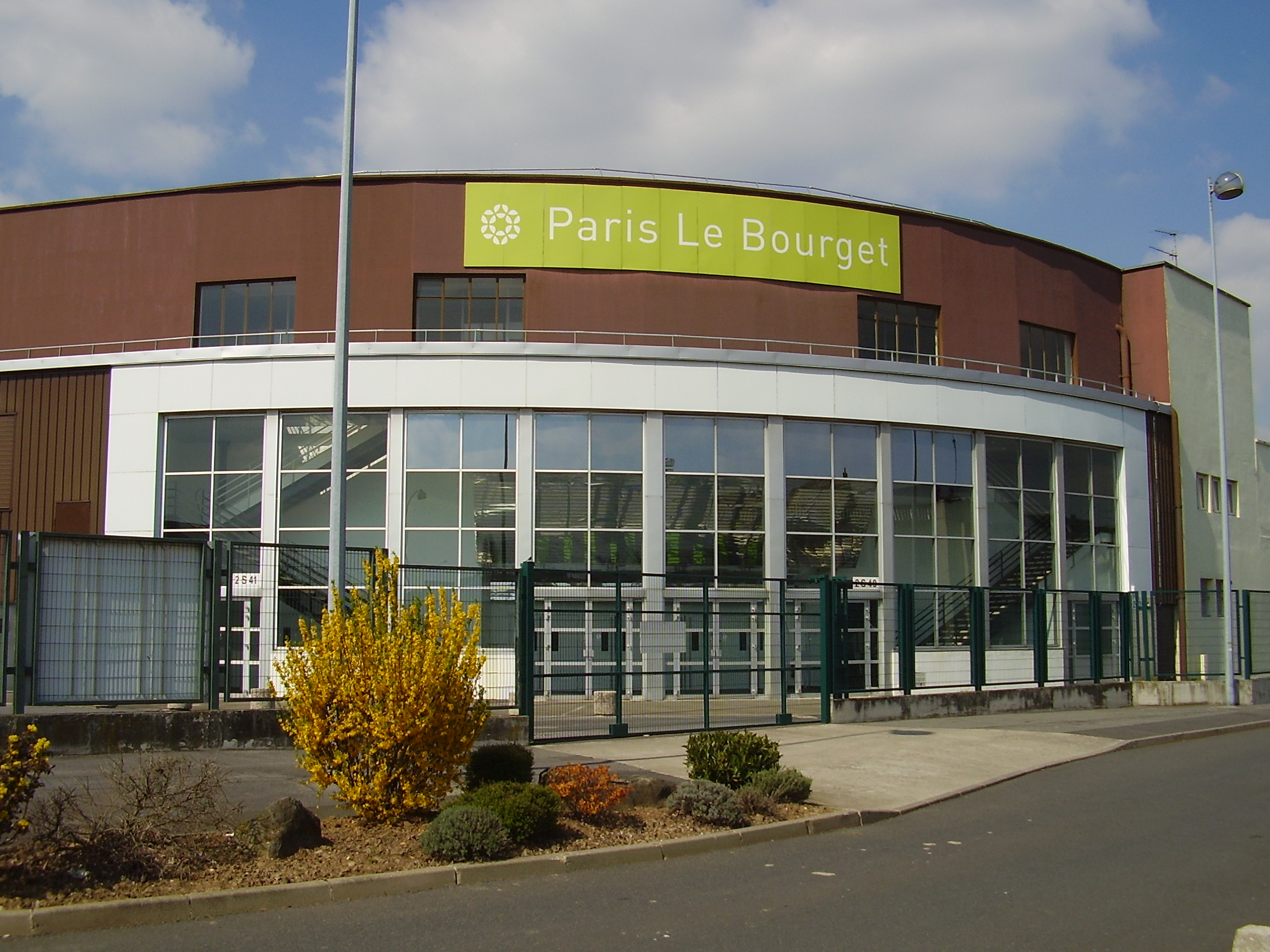
La façade du parc des expositions Paris Le Bourget.

En 2004, au Bourget, 65 entreprises ont été créées ; la ville se place à la 759e place au niveau national sur la création d'entreprise, cette année-là. Le nombre total d'établissements est d'environ 602 (en 2004).
Les établissements de l'industrie agricole et alimentaire représentent 1,2 % du nombre total d'entreprises avec un nombre de sept établissements, les industries des biens de consommation représentent 4 % avec vingt-quatre établissements, les industries automobiles comptent une entreprise soit 0,2 %, les industries des biens d'équipement représentent une part de 1,8 % avec onze entreprises. L'industrie des biens intermédiaires comporte quinze entreprises soit 2,5 %, la construction avec ses cinquante-cinq entreprises représente 9,1 %, le commerce représente pas moins de 28,4 % du nombre total d'entreprises avec cent soixante-onze établissements, le transport comprend soixante-quatorze établissements soit 12,3 %. Les activités immobilières totalisent treize entreprises soit 2,2 %, les services aux entreprises représentent 16,1 % avec cent quatre-vingt-dix-sept établissements, les services aux particuliers comprennent quatre-vingt-une entreprises soit 13,5 % et enfin pour ce qui touche au dernier type d'établissement à savoir l'éducation, la santé et l'action sociale on dénombre cinquante-trois entreprises soit 8,8 % du nombre d'établissements total.
Le parc d'expositions Paris Le Bourget est l'une des zones d'activités les plus importantes de la ville et il est l'un des plus grands parcs d'expositions franciliens avec ses 65 ha et accueille des salons d'envergure internationale. Tous les deux ans, il accueille le salon international de l'aéronautique et de l'espace de Paris-Le Bourget. Le quartier du parc d'expositions et de l'aéroport du Bourget forme d'ailleurs une grande zone industrielle. On trouve au sud-est de la ville les zones industrielles de l'Actipole et Le Vaillant et à l'ouest les zones industrielles de La Bienvenue et Hélène Boucher.

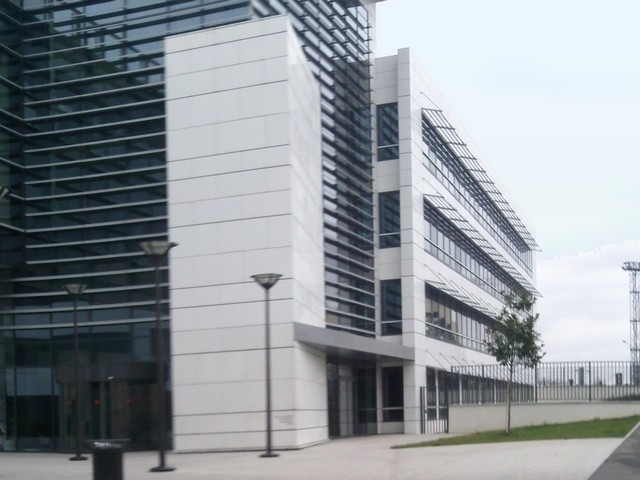
L'immeuble de bureaux Mermoz, construit en 2009.

En 2009, le Mermoz a été construit ; c'est un immeuble de bureaux de 20 800 m2, à haute qualité environnementale. Il est le premier d'une série de projets du même acabit. Il est situé sur la ZAC du Commandant-Rolland, sur l'avenue Jean-Jaurès et à proximité de la gare du Bourget. La commune a la volonté de créer en cet endroit un pôle d'activités tertiaires. Un autre projet est en cours : un ensemble de 17 000 m2 de BNP Paribas Immobilier va y voir le jour en 2012.

## Patrimoine et culture

### Lieux et monuments touristiques

#### Patrimoine aéronautique

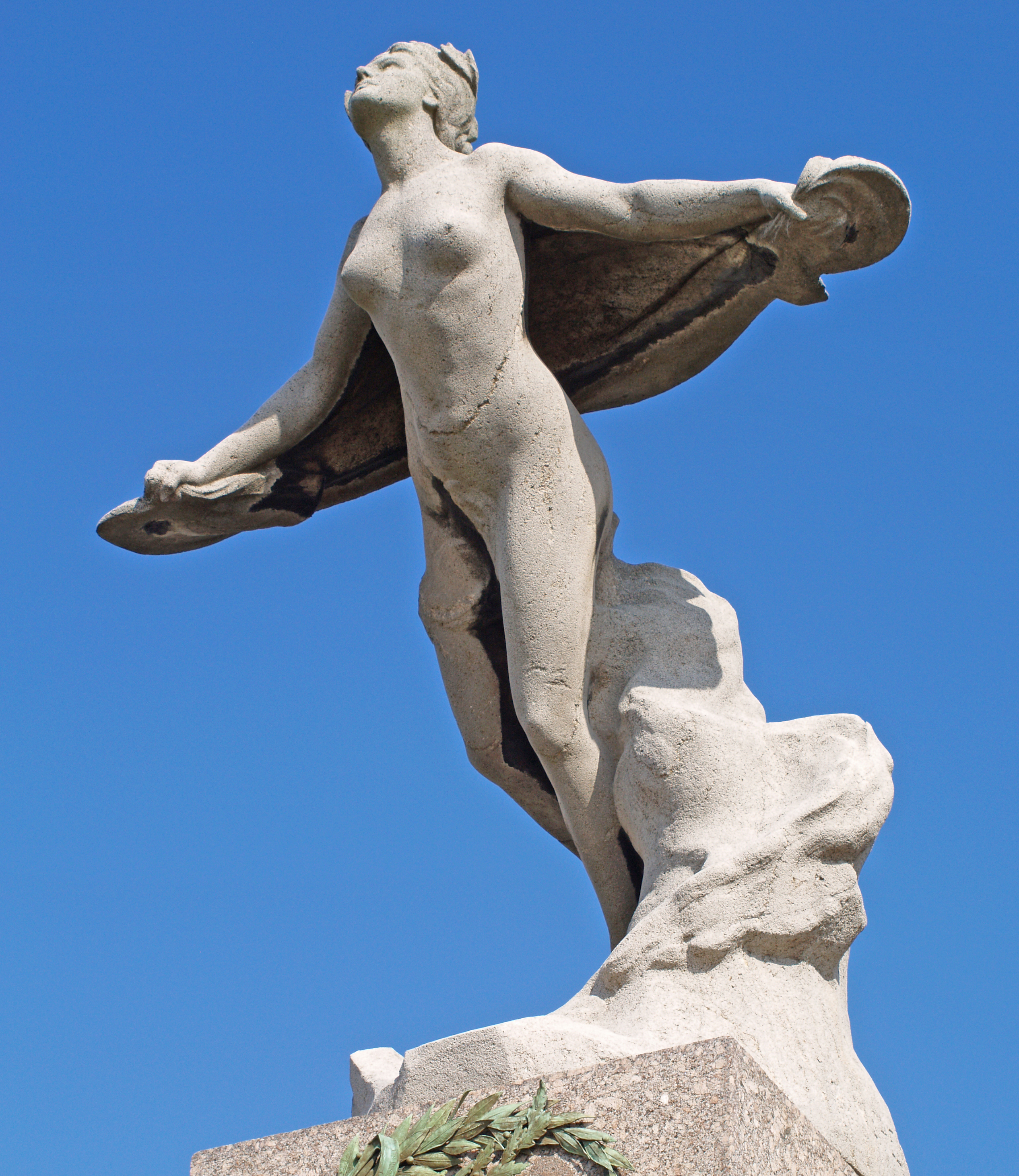
Statue érigée à l'entrée de l'aéroport du Bourget en l'honneur des vols de Nungesser et Coli et de Lindbergh.

L'aéroport du Bourget fut le premier des aéroports parisiens. Il est, aujourd'hui, le premier aéroport d'affaires européen.
En 1935, l’architecte Georges Labro, associé à une entreprise générale, la « Société Nouvelle de Construction et de Travaux », remporte le concours en vue de la construction d'une nouvelle aérogare pour l'exposition internationale de Paris de 1937. Le projet lauréat est un bâtiment à l’architecture sobre, long de 233 mètres, intégrant l’ensemble des fonctions pour l’accueil des passagers et la gestion de l’aéroport. Pas entièrement achevée pour accueillir les premiers visiteurs de l’Exposition en juin, l’aérogare est officiellement inaugurée le 12 novembre 1937. Sérieusement endommagé pendant la Seconde Guerre mondiale, il est reconstruit à l'identique, et sert d'aéroport civil de Paris jusqu'aux années 1970.
À l'entrée de l'aéroport du Bourget, une statue a été érigée en 1928 pour commémorer les vols de Nungesser et Coli et de Lindbergh.

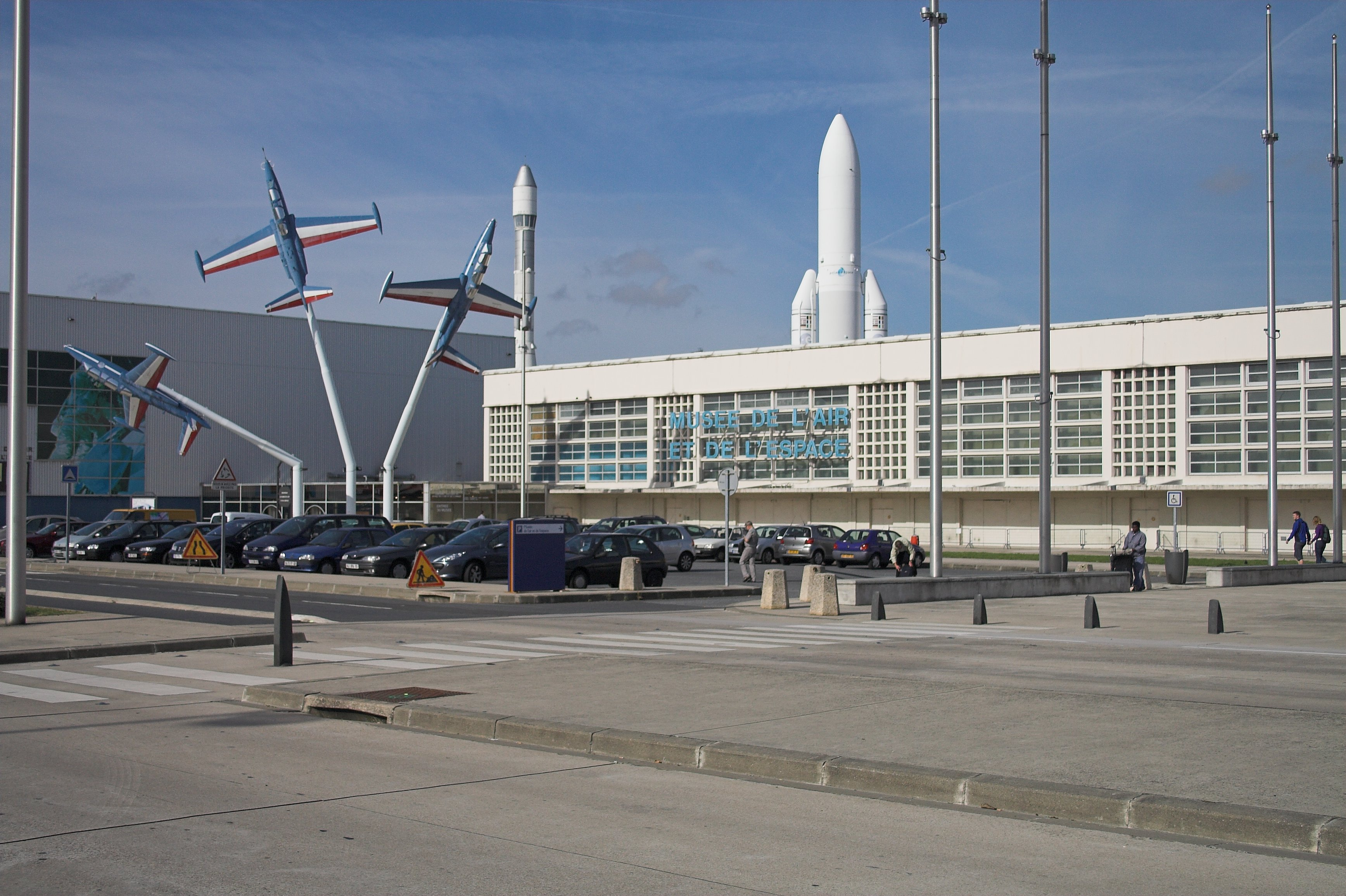
L'entrée du Musée de l'air et de l'espace.

Le musée de l'air et de l'espace est le plus important musée aéronautique de France, et l'un des plus connus au monde. Lors de son déménagement au Bourget en 1975, le musée occupait une partie de l'esplanade ainsi qu'un hangar, au sud de l'aérogare. En 1977, la disparition du trafic commercial entraîne une reconversion rapide de l’aéroport dans l’aviation d’affaires, et libère de l'espace pour l'extension du musée qui ouvre, en moyenne, un nouveau hall tous les deux ans jusqu'en 1983. C'est en 1987 que l'aérogare, en partie désaffectée depuis 1977, devient « La Grande Galerie », qui présente une grande collection d’avions originaux des débuts de l’aviation et de la « Première Guerre mondiale ». L'esplanade est réhabilitée en 1999, et le « Hall de l'Espace », ainsi que le planétarium sont entièrement rénovés en 2000. En 2008, la galerie des maquettes est ouverte : de nombreuses maquettes anciennes, autrefois présentes dans les réserves du musée, sont maintenant visibles,,. Le musée est un établissement public administratif (EPA) dépendant du ministère de la Défense, placé sous la tutelle de la DMPA (Direction de la Mémoire, du Patrimoine et des Archives). Depuis le 1er janvier 1994, il est doté de la personnalité morale et de l'autonomie financière. Le musée a eu une fréquentation de 274 678 visiteurs en 2008, le classant à la 24e place des musées français les plus visités.
À proximité du musée se trouve une statue de Lindbergh, qui est la reproduction d'une œuvre conservée à Minneapolis. Celle présente au Bourget fait l'objet d'un prêt accordé au Musée de l'Air et de l'Espace. La statue représente l'homme après avoir réalisé son exploit.

#### Édifices religieux et monuments commémoratifs

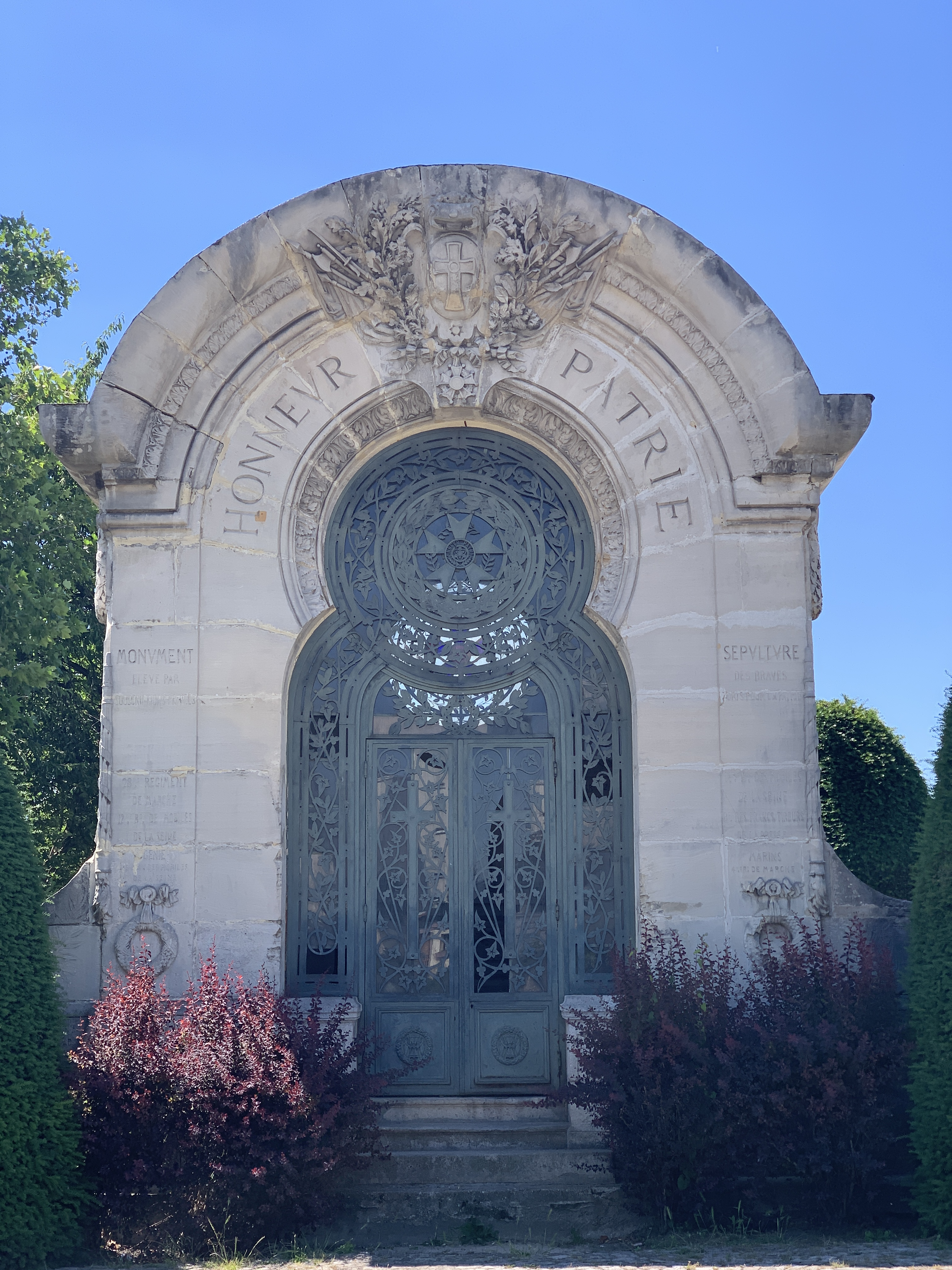
Le monument de la défense du Bourget.

L'église Saint-Nicolas a été construite en 1742 sur les fondations d'une ancienne église datant du début du XVe siècle. Elle a subi des travaux de restauration à la suite des combats de la guerre de 1870. Classée monument historique, on peut notamment y admirer les bas-reliefs du chœur, ainsi que des tableaux rappelant le « fait d'armes de l'église du Bourget » en 1870 par Georges Bergès. Les deux tableaux représentent des scènes de la guerre franco-prusse, le premier dépeint la première bataille du Bourget et le second la deuxième bataille du Bourget. Dans les deux, on y voit l'église Saint-Nicolas et les mots « Dieu » et « Patrie » ainsi que huit noms de combattants pour chaque toile,. Un premier autel présente une dédicace aux soldats morts durant la Première Guerre mondiale et un second autel « Notre-Dame-des-Ailes », sur lequel la Vierge est représentée en tant que protectrice des aviateurs, autres héros de la ville,,.

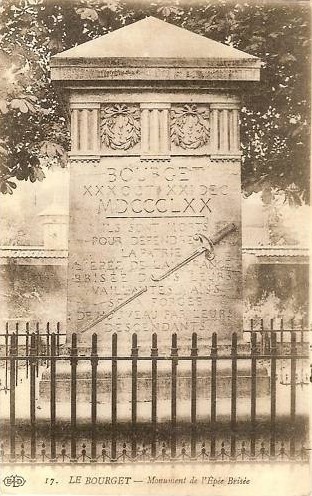
Le monument aux morts, l'« épée brisée ».

L'hôtel de ville du Bourget contient lui aussi plusieurs tableaux et reliques de la guerre franco-allemande de 1870 et de la Première Guerre mondiale. Les deux tableaux présents dans la mairie sont de Charles Fouqueray. Le premier est inspiré d'une scène de la guerre de 1914-1918 et représente l'Apocalypse. Le second représente lui une scène de la première bataille du Bourget de 1870, il illustre une fois de plus l'église Saint-Nicolas, la défaite des troupes françaises et surtout la mort du commandant Brasseur. Le bâtiment abrite également des vitrines contenant diverses reliques perpétuant l'honneur et l'hommage de la ville aux combattants français de 1870 et de 1914-1918.
Le monument de la défense du Bourget est une chapelle édifiée en 1871 dans le cimetière de la ville. La décoration de l'édifice décline un vocabulaire guerrier ainsi que des symboles funéraires, comme les torches renversées des angles dont l'origine remonte à l'Antiquité romaine. Sur le devant de l'édifice sont gravés les mots « honneur » et « patrie »,.
L'« épée brisée », monument aux morts de 1870 et hommage aux Bourgetins morts pour la France, est située sur la place du 11 novembre 1918, le long de l'avenue de la Division-Leclerc. Il est construit dans un style antique avec « 1870 » écrit en chiffres romains dessus y est également dessiné une épée à la lame brisée et il figure sur l'œuvre l'inscription suivante : « Ils sont morts pour défendre la patrie. L'épée brisée dans leurs vaillantes mains sera forgée de nouveau par leurs descendants »,,.
La pyramide, est un monument érigée en janvier 1871 par les soldats prussiens. Ils élèvent cette pyramide de pavés à la mémoire de leurs camarades du troisième régiment. Elle est détruite en 1877 et reconstruite dans le cimetière du Bourget.
La plaque du souvenir est située dans la gare du Bourget ; elle commémore les hommes, femmes et enfants venant du camp de Drancy qui ont été déportés vers le camp d'extermination d'Auschwitz.

### Architecture

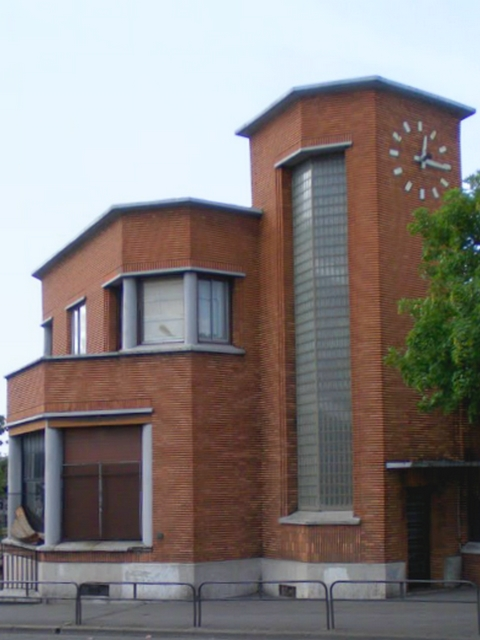
L'école normale du Bourget en 2006.

L'architecture de la ville est assez diversifiée. On trouve des bâtiments témoignant de l'ancien caractère rural du Bourget mais aussi des vestiges de l'ère industrielle et de nombreuses constructions arborant une architecture de type Art nouveau, ainsi que des édifices de type Art déco.
L'une des plus anciennes, luxueuses et originales maisons est, sans doute, la « folie » du Bourget. La mode des maisons de campagne dites « folies » se fait au XVIIIe siècle chez les Parisiens qui en ont les moyens. Si de hauts magistrats ou des financiers acquièrent des domaines pour y faire construire ces demeures, celles des commerçants n’en sont pas moins luxueuses. Cette ancienne folie, à l’architecture sobre, construite au XVIIIe siècle et refaite au XIXe siècle, appartient à l’origine à un marchand de chevaux et est aujourd'hui la propriété de la mairie.
Il existe aussi au Bourget des villas anciennes telles les meulières, qui sont des constructions typiques de la banlieue parisienne et de la fin du XIXe siècle et du début du XXe siècle. Les plus belles, de style Art nouveau, sont des villas construites pour les riches Parisiens qui souhaitaient se détendre dans la campagne autour de Paris. Certaines de ces maisons se distinguent par des décorations en fer forgé (verrières, portes, fenêtres, etc.) en briques et en céramiques et constituent de véritables curiosités architecturales. Pour cette même période, on trouve également des immeubles et d'anciennes usines, représentatifs de l'ère industrielle. La gare du Bourget montre également les mêmes caractéristiques. Il en va de même pour l'ancien collège Edgar-Quinet, baptisé ensuite collège Didier-Daurat et qui était en 1884 une école communale pour filles.
L’hôtel de ville, qui a été incendié pendant la guerre de 1939-1945, et l'ancienne école normale d'instituteurs créés vers 1930 témoignent, quant à eux, d'une architecture typiquement Art déco.

### Personnalités liées à la ville
- Germinal Pierre Dandelin (1794-1848), mathématicien belge né au Bourget.
- Ernest Baroche (1829-1870), homme politique français, tué le 30 octobre 1870, lors de la première bataille du Bourget.
- Lothar von Arnauld de La Perière (1886-1941), officier allemand, mort lors du décollage de son avion au Bourget.
- Gil Delamare (Gilbert-Yves Delamare de la Villenaise de Chenevarin) cascadeur et acteur français, (1924-1966). Il était un descendant d’une famille de la noblesse normande du même nom
- Antonin Poggioli (1876-1944), homme politique, maire du Bourget de 1925 à 1944.
- Bernard Tapie (1943-2021), a vécu au Bourget dans les années 1950/1960 où il a fréquenté l'école Edgard-Quinet (devenu collège Didier-Daurat). Il habitait avec ses parents et son frère cadet Jean-Claude, au no 11 de l'avenue Baudoin, dans un immeuble très modeste qui existe toujours.
- Vincent Capo-Canellas (1967-), sénateur français, ancien maire du Bourget.
- Franck Silvestre (1967-), ancien footballeur français, a vécu à la Résidence La Fontaine, a été formé a l'école de football du Bourget de 1975 à 1983.
- Raymond Mulinghausen (1920-2009), Plongeur sportif, fondateur du Club Nautique du Bourget, directeur de la piscine (1946-1952)[156].
- Prithika Pavade (2004-), pongiste française[157].
- Jean Couvreur (1903-2001), journaliste, mort au Bourget.

### Héraldique
| Blason de Le Bourget (Seine-Saint-Denis) | Blason  | De gueules aux trois vols d'or rangés en pal et chargés chacun d'une étoile du même, au chef cousu d'azur chargé d'un huchet contourné aussi d'or. |
| Blason de Le Bourget (Seine-Saint-Denis) | Détails | |

## Pour approfondir